# La Légende de Korra
La Légende de Korra (The Legend of Korra) est une série d'animation américaine créée par Michael Dante DiMartino et Bryan Konietzko et diffusée du 14 avril 2012 au 19 décembre 2014 sur la chaîne Nickelodeon. Prévue initialement comme une mini-série de 12 épisodes faisant suite à la série à succès Avatar, le dernier maître de l'air, elle comporte finalement un total de 52 épisodes répartis en quatre saisons.

## Généralités
En France et en Belgique francophone, le premier épisode fut diffusé le 19 septembre 2012 à 16 h 50 sur Nickelodeon France dans sa section Ntoons. Ensuite, la chaîne J-One diffusera la première saison entière, qui est aujourd'hui disponible sur Canalplay. À partir du 3 juillet 2017, France 4 diffuse à son tour la série entière.
La série a changé de nom plusieurs fois avant sa diffusion. Appelée initialement Avatar: Legend of Korra, elle était conçue au départ pour être une mini-série de 12 épisodes, qui serait diffusée à partir du 14 avril 2012. Devant son succès, elle a ensuite été reconduite pour 14 épisodes supplémentaires, qui couvriront le 2e livre. Finalement, Nickelodeon a renouvelé la série pour une deuxième saison de 26 épisodes qui sera divisée en deux afin de couvrir le 3e et 4e livre. Ces deux premiers livres formeront la première saison de la série tandis que les troisième et quatrième formeront la deuxième saison. Le titre a alors été changé afin de devenir The Last Airbender: Legend of Korra (le Dernier Maître de l'Air : la Légende de Korra). Le 14 mars 2012, le nom a encore une fois été changé pour devenir enfin The Legend of Korra (La Légende de Korra). La série s'achève à la quatrième saison, il n'est pas prévu qu'une cinquième ait lieu.

## Synopsis

### Livre 1 - L'Air
Soixante-dix ans après la fin de la domination de la Nation du Feu (laquelle a été défaite par l'avatar Aang et grâce au concours de l'actuel seigneur du feu Zuko), le monde connaît enfin une ère de paix et la République des Nations est créée par Aang et Zuko sur les terres anciennement volées par la Nation du Feu au Royaume de la Terre. La capitale de ce nouvel État, la Cité de la République, accueille désormais des citoyens issus de toutes les nations, y compris la famille d'Aang et de Katara, Aang et son fils cadet Tenzin étant les derniers Nomades de l'Air encore en vie.
Quelque temps avant le début de la série, Aang décède, et, suivant le cycle de résurrection des avatars, une jeune fille issue de la Tribu de l'Eau du Sud hérite des pouvoirs du maître de l'air. Sous la tutelle de l'ordre du Lotus blanc (une organisation chargée de défendre l'Avatar et de l'initier à la maîtrise des quatre éléments), d'une Katara vieillissante et du chef Tonraq, l'enfant prodige Korra parvient à maîtriser l'eau, le feu et la terre, mais requiert un maître de l'air qui lui permettrait de maîtriser ce dernier élément et ainsi de devenir un avatar accompli. Mais Korra, du haut de ses dix-sept ans, est une adolescente rebelle et défie régulièrement les règles établies par sa famille et par le Lotus blanc. Lorsque Tenzin, dernier maître de l'air depuis le décès de son père Aang, annonce à Korra qu'il doit repousser la période d'apprentissage de Korra en raison de ses responsabilités au sein de la République des Nations, la jeune avatar décide de quitter la Tribu de l'Eau du Sud clandestinement, et rejoint la Cité de la République en bateau.
Isolée depuis son enfance, Korra découvre pour la toute première fois les évolutions technologiques de ces dernières années: électricité, radio, industrie... mais, inconsciente des lois en vigueur dans la Cité, Korra prend à partie le speaker d'un parti politique révolutionnaire appelé les Égalitaristes, et qui souhaitent l'abolition de la maîtrise des éléments. Un comble pour un avatar. Le leader du parti, Amon, est décrit comme un homme mystérieux, mais charismatique et qui pourrait faire vaciller le pouvoir en place au sein de la République des Nations. Plus tard, Korra assiste au pillage d'un magasin par les membres d'une triade. Refusant de laisser les criminels s'enfuir, Korra attaque avec sa chienne-ourse Naga les gangsters, qui sont rapidement mis hors de combat. Alors que les forces de police de la ville arrivent et arrêtent les criminels, Korra est également sommée d'accompagner les policiers en raison des dommages matériels qu'elle a causé. Défiant l'autorité, Korra tente de s'enfuir mais est rattrapée par les policiers qui maîtrisent un élément récemment découvert: le Métal.
Au poste de police, Korra est interrogée par Lin Beifong, la fille de Toph, protagoniste d' "Avatar : Le dernier maître de l'Air", pionnière de la maîtrise du Métal, et première cheffe de la police de la Cité de la République. Lin ayant hérité du caractère de cochon de sa mère, le ton monte entre les deux femmes avant que Tenzin ne fasse irruption dans la salle d'interrogatoire. Faisant valoir sa position en tant que conseiller au sein du Conseil de la République (le pouvoir exécutif de l'Etat), Tenzin parvient à obtenir la libération de Korra, qui dès lors est sommée de quitter la Cité de la République. Après avoir reconsidéré son injonction, Tenzin accepte de superviser l'apprentissage de Korra en l'hébergeant sur une île au large de la ville, sur laquelle vivent Tenzin et sa famille.
Korra fait donc la rencontre de Pema, l'épouse de Tenzin, ainsi que de ses trois enfants: Jinora, l'aînée, est une prodige de l'air, très talentueuse et spirituelle ; Ikki, sa sœur, est d'une nature plus enjouée, mais également plus téméraire ; enfin, Meelo, le benjamin et seul garçon de la famille, est celui qui a hérité de la nature casse-cou, insolente et immature de son grand-père Aang, n'hésitant par exemple pas à dénigrer ses sœurs malgré leur maîtrise de l'air très poussée. On apprend plus tard que Pema est enceinte d'un quatrième enfant.
Korra a interdiction de se rendre en ville tant que son apprentissage ne sera pas arrivé à son terme, or, par l'intermédiaire de la radio, Korra développe une passion pour les tournois de la Ligue des Maîtres, un sport très populaire au sein de la Cité de la République. Comble de la frustration, le stade dans lequel les tournois ont lieu est visible depuis l'île des Nomades de l'Air. Bravant l'interdiction de Tenzin, Korra se rend au tournoi de ce soir, et y fait la rencontre de Bolin et de son frère Mako, respectivement maîtres de la Terre et du Feu. Malgré l'avis de Mako, et à la grande joie de Korra, la jeune avatar est autorisée à remplacer un membre de l'équipe des deux frères: les Furets de Feu, dont la mascotte est un authentique furet de feu nommé Pabu et appartenant à Bolin. Mais là encore, la méconnaissance des règles joue contre Korra, qui accumule les fautes, dévoile notamment son statut d'avatar (ce qui alerte les membres du Lotus blanc et Tenzin, qui écoutaient la radio). Finalement, le match est remporté par les Furets de Feu, mais Korra est vite rattrapée par ses devoirs lorsque Tenzin fait irruption dans les vestiaires et somme Korra de retourner sur l'île des Nomades de l'Air immédiatement.
Korra poursuit tant bien que mal son entraînement, tandis que sur le continent, les Furets de Feu font face à la réalité: ils manquent de moyens financiers, et leur sponsor est sur le point de les lâcher. Mako et Bolin doivent donc chercher autant de sources d'argent que possible, et Mako travaille notamment dans une usine électrique, usant de sa maîtrise de la Foudre (une variété de la maîtrise du feu vue dans ATLA chez Iroh, Ozai, Azula et Zuko, et démocratisée depuis). En rentrant un soir du travail, Mako manque de se faire renverser par Asami Sato, la fille du fameux industrialiste Hiroshi Sato (personnage inspiré de Henry Ford et dont les industries font écho au modèle Ford-T, la première voiture vendue en masse aux États-Unis). La jeune entrepreneuse s'éprend immédiatement d'amour pour le sportif, et lui propose, en guise de dédommagement, de partager un repas haut de gamme aux frais d'Asami. Pendant ce temps, Bolin est démarché par une triade qui l'engage comme homme de main, le jeune homme ne se doutant de rien.
Mako, pour l'heure, souhaite retrouver son frère disparu. Avec l'aide de Korra, Mako remonte la piste d'une triade alliée avec les Égalitaristes d'Amon, et parviennent à s'infiltrer dans un meeting présidé par le leader du groupe. Là, Amon développe ses projets politiques criminels, et pour faire bonne mesure, annonce avoir développé un appareil électronique qui imite le pouvoir de suppression de maîtrise dont seul l'avatar a l'usage. En d'autres termes, Amon peut désormais bloquer la maîtrise de quiconque, définitivement. L'horreur est poussée à son paroxysme quand Korra et Mako aperçoivent, parmi les cobayes sur lesquels l'appareil sera testé, Bolin. Fomentant un plan pour le secourir, Korra s'éclipse et fait fuir un tuyau de vapeur qui, grâce à la maîtrise de l'Eau de l'avatar, envahit bientôt la salle de conférence. Mako profite de la confusion pour secourir son frère in extremis, Amon laissant volontairement l'équipe de l'Avatar s'enfuir afin de véhiculer le message d'Amon, et de mettre en garde le Conseil de la République.
Choquée par les actions d'Amon, Korra développe un stress post-traumatique, qui empire avec le poids des responsabilités de l'avatar que Korra doit porter. Car le Conseil de la République, dirigé de fait par le représentant de la Tribu de l'Eau du Nord Tarrlok, souhaite la mise en place d'une milice de surveillance, et requiert dans ses rangs la présence de Korra. Tarrlok fait valoir l'arrestation de Yakone, un criminel maître du Sang qui a été arrêté grâce à l'avatar Aang et à sa capacité de neutraliser Yakone malgré sa maîtrise du Sang. Cette décision déplaît fortement à Tenzin, mais le Conseil vote unanimement la création de la milice de Tarrlok. Le conseiller est conforté dans ses décisions lorsque la radio-pirate d'Amon annonce que tous les maîtres vivront bientôt dans la terreur. Korra refuse pourtant d'intégrer la milice, au grand dam de Tarrlok qui ne compte pas en rester là.
Pendant ce temps, et à l'issue de son rendez-vous avec Asami, Mako obtient de cette dernière l'exclusivité d'une rencontre avec l'entrepreneur. Ce dernier propose même de devenir sponsor des Furets de feu au nom de sa société: les Industries de l'Avenir. Les enfants de Tenzin sont intrigués par les pots-de-vin et cadeaux de Tarrlok à destination de Korra, mais cette dernière refuse toujours d'intégrer la milice. Changeant de tactique, le politicien sans scrupule décide de faire jouer la carte médiatique et populaire, en invitant l'avatar à un gala organisé par ses soins, et auquel toute la presse de la République des Nations est conviée. Sous le flash des caméras et la pression des journalistes, Korra accepte tant bien que mal la proposition de Tarrlok. À peine quelques heures plus tard, un raid dans un centre d'entraînement de bloqueurs de chi permet le démentiellement d'une partie du réseau d'Amon, lequel est par ailleurs défié en duel par l'avatar sur l'île du mémorial de l'avatar Aang. Là, Korra est prise au piège par Amon et des bloqueurs de chi, lesquels, alors que Korra est laissée inconsciente à terre, lui permettent d'avoir une vision de sa vie passée (celle d'Aang); dans cette vision, le criminel Yakone passe devant la cour de justice de la Cité de la République, présidée par Sokka et avec le concours de la cheffe de police Toph Beifong et d'Aang. À l'issue de son procès, duquel Yakone est jugé pour utilisation illégale de la maîtrise du sang, puis déclaré coupable, le criminel s'échappe en maîtrisant Aang et toute l'assemblée, puis en se libérant en manipulant les muscles et le sang de Toph pour lui apporter les clefs de ses menottes.
Le flashback s'arrête là, et Korra se réveille, terrorisée et renvoyée à sa propre faiblesse en dépit de son statut d'avatar. Tenzin arrive à temps pour la réconforter, lequel lui affirme qu'avoir conscience de ses peurs est le premier pas (mais aussi le plus dur) pour les surpasser. Pendant ce temps, Asami et Mako passent du temps en amoureux et s'avouent mutuellement leurs sentiments, avant que leur discussion ne prennent un tournant plus tragiques, les deux avouant également être respectivement orphelin de mère pour l'une, de père et de mère pour l'autre.
Plus tard, les Furets de feu s'entraînent pour un nouveau match, désormais sponsorisés par les Industries de l'Avenir dont Asami est la représentante auprès de l'équipe. Asami et Mako ne manquent pas une occasion de montrer leur amour, au grand damne de Korra. Bolin profite de la situation pour faire des avances à la jeune avatar, qui sont immédiatement rejetées et mènent à un conflit entre les quatre protagonistes, particulièrement entre les deux garçons. Korra, face à cette situation délicate, trouve conseil auprès de Pema, l'épouse de Tenzin. Cette dernière mentionne par ailleurs la première compagne du dernier maître de l'Air, qui n'est autre que Lin Beifong. Par la suite, à la fois pour satisfaire Bolin et provoquer Mako, Korra accepte de sortir avec le maître de la Terre. Leur premier rendez-vous a lieu dans un restaurant de nouilles, mais est vite perturbé par l'irruption des joueurs d'une équipe adverse qui, non contente d'être en tête du tournoi, se permet de provoquer et d'intimider Korra, laquelle laisse sa chienne-ourse Naga gérer la situation à grands coups d'aboiements qui terrorisent les provocateurs.
Après coup, les provocations réciproques de Mako et de Korra dégénèrent en une dispute ouverte et sans ménagement, alors même que les deux s'avouent mutuellement leurs sentiments. Après quelques jours de guerre froide entre Bolin, Mako et Korra, la situation revient à la normale  quand les Furets de feu décrochent une place pour la demi-finale du tournoi des maîtres. La situation dégénère lorsque Mako et Korra s'embrassent, laissant respectivement Asami et Bolin sur le carreau. Le cœur brisé, Bolin se réfugie dans le même restaurant de nouilles où il avait eu rendez-vous avec Korra, et se laisse tenter par des bols entiers de nouilles, qu'il dévore pour oublier. La situation ne désescalade au fil des jours, et les Furets de feu, de par leur manque cruel de communication et de confiance mutuelle, sont sur le point de perdre en demi-finale du tournoi des maîtres. Korra finit malgré tout par donner la victoire à son équipe dans une manche décisive. À l'issue du match, Korra use de sa maîtrise de l'eau pour soigner ses coéquipiers, une compétence qui a été enseignée par Katara à la jeune avatar.
La finale du tournoi des maîtres approche, mais Amon, une nouvelle fois par l'intermédiaire de la radio, lance un ultimatum au Conseil de la République: annuler la finale du tournoi d'un sport réservé aux maîtres despotes, ou subir l'ire des Égalitaristes. Sur l'avis de Korra et de Lin Beifong (laquelle prend en charge la surveillance du match avec ses maîtres du Métal), la finale a finalement lieu, conformément aux plans d'Amon malheureusement. Lin profite de cette occasion pour faire une trêve avec Tenzin, les deux surveillant ainsi les gradins du stade où se tiendra le match. Lorsque ce dernier commence, les Furets de feu sont vaincus grâce à des techniques déloyales, auxquelles l'arbitre ne fait volontairement pas attention.
Le match se termine par la défaite des Furets de feu, mais la cérémonie de remise de trophée est interrompue par les Égalitaristes d'Amon qui, infiltrés parmi les supporters, neutralisent un à un les maîtres du Métal, puis Lin, Tenzin, Korra, Bolin et Mako. Amon en personne émerge sur le terrain de jeu en sautant depuis un dirigeable en stationnaire au-dessus du stade; une fois l'attention portée uniquement sur lui, il commence son discours. Regrettant que même le sport soit corrompu par les maîtres, le leader révolutionnaire décide de châtier lui-même les tricheurs en leur privant leur maîtrise élémentaire. Devant une foule choquée par cet acte, Amon annonce que la révolution anti-maîtres est en marche, et que la technologie remplacera bientôt la maîtrise pour permettre l'égalité entre tous les individus. Se libérant de leurs geôliers, Korra et ses amis tentent d'arrêter Amon alors que celui-ci tente de s'enfuir. Avec le soutien de Lin Beifong, Korra parvient à neutraliser quelques égalitaristes avant de se faire maîtriser par le Lieutenant d'Amon, un homme utilisant des bâtons électriques qui paralysent et électrisent les personnes qui rentrent en contact avec. Alors que Korra tombe dans le vide, Lin se résout à stopper sa poursuite pour sauver la vie de la jeune avatar; une fois en lieu sûr, et les Égalitaristes partis, Lin déclare qu'elle avait perdu une bataille, mais qu'elle gagnera la guerre, alors même que Tenzin annonce que la Cité de la République est effectivement entrée en guerre.
Asami propose aux garçons et à Korra de rester quelque temps dans son manoir familial, le temps de se remettre de leurs émotions; si Korra est dans un premier temps peu enjouée à cette idée, elle se fait vite au train de vie luxueux de la jeune femme, alors même que les affaires vont bon train grâce à l'éviction du marché du concurrent direct des Industries de l'Avenir, Brocolis & Co., dont le directeur est soupçonné d'être affilié aux Égalitaristes. Pourtant, Korra tombe un jour sur Hiroshi Sato en pleine conversation téléphonique, au cours de laquelle il semble donner des détails et informations aux Égalitaristes. En informant Beifong et Tenzin, Korra permet la mise sous surveillance d'Hiroshi Sato et de ses usines, s'attirant les foudres d'une Asami dégoûtée à l'idée qu'on puisse ainsi accuser son père. Le comble du grotesque pour elle advient lorsque Lin Beifong, usant de sa maîtrise de la Terre pour utiliser des ondes sismiques, affirme qu'une usine a été construite sous le manoir familial.
S'interrogeant sur la disparition soudaine d'Hiroshi à la suite de cette découverte, Beifong et ses maîtres du Métal mènent l'enquête en s'introduisant dans l'usine via une entrée secrète; une fois sur les lieux, ils sont pris au piège et alertent Mako, Asami, Korra et Bolin qui les rejoignent. Asami, faisant face aux réelles intentions de son père pour la première fois, est tiraillée entre son amour pour son père, et ses propres valeurs ainsi que celles de son entreprise. Finalement, feintant de rejoindre son père dans le camp égalitariste, la jeune femme neutralise Hiroshi à l'aide d'un gant électrique déjà utilisé lors de la finale du tournoi des maîtres. Ce faisant, Asami a permis à Korra, Bolin, Mako, Lin et à quelques maîtres du Métal de s'échapper, même si la plupart de ces derniers sont toujours retenus prisonniers. Ayant failli à son devoir, et souhaitant désormais agir en dehors du simple cadre légal, Lin Beifong annonce sa démission du poste de cheffe des forces de police.
Le poste de chef de la police revient au capitaine Saikhan, un homme entretenant des liens étroits avec le conseiller Tarrlok, et qui met dès son investigation ses forces sous l'égide du maître de l'eau. La saison de la ligue des maîtres étant terminée, Tenzin reprend l'initiation de Korra à la maîtrise de l'air, bien que son tempérament l'empêche de se focaliser sur la dimension spirituelle de la maîtrise de l'air, pourtant nécessaire. Korra n'est jamais en paix, d'autant que Tarrlok a légiféré pour restreindre les droits des non-maîtres, notamment en appliquant des couvre-feux et autres politiques discriminatoires, si bien que l'avatar en vient à confronter directement le conseiller. Dominé, Tarrlok joue son va-tout: il est un maître du sang, une maîtrise pourtant illégale au sein de la Cité de la République. Pire encore, il maîtrise le sang en dehors des périodes de pleine lune, une don qui n'a été découvert que chez le criminel Yakone.
Finalement, Tarrlok kidnappe la jeune avatar, en feintant l'intrusion d'Égalitaristes, puis l'enferme dans un chalet perdu dans les montagnes. De retour en ville, Tarrlok est poussé dans ses derniers retranchements après qu'une expédition en terre égalitariste menée par Tenzin a démenti le récit du conseiller; son témoignage est vite démenti, y compris par la secrétaire de Tarrlok, et ce dernier est mis aux arrêts par Tenzin. Mais tel Yakone qui maîtrise Aang pour s'échapper, Tarrlok utilise sa maîtrise du sang pour étrangler Tenzin et toutes les autres personnes à sa poursuite. Pensant être en sécurité dans son chalet, Tarrlok est privé de sa maîtrise puis kidnappé à son tour par Amon, tandis que Korra parvient à échapper in extremis aux Égalitaristes. Grâce à Naga qui a flairé sa trace, une Korra très affaibli parvient miraculeusement à retourner en ville et à y être soignée.
La disparition de Tarrlok accélère les plans des Égalitaristes, lesquels lancent une attaque de grande envergure sur la Cité de la République au moyen d'avions de combat et d'assauts au sol. L'île des Nomades de l'Air est attaquée à son tour, alors que Pema est sur le point d'accoucher. Lin assure la protection de la famille de Tenzin, tandis que la flotte de la République des Nations, commandée par le général Iroh II, est en route pour aider les forces de la Cité de la République. L'île des Nomades de l'Air tombe finalement, et non sans avoir rencontré de résistance, entre les mains des Égalitaristes. Pema, qui vient d'accoucher, les enfants et Tenzin évacuent l'île sur le bison volant Oogi, tandis que Lin se sacrifie pour détruire un dirigeable égalitariste, et en dévier un autre. Elle est finalement capturée par Amon, et sa maîtrise lui est privée.
La marine de la République est décimée dès son entrée dans la baie de la Cité de la République par des mines sous-marines, des torpilles et des bombardements aériens. Malgré la résistance du général Iroh II, le navire de ce dernier est finalement coulé, et le militaire secouru par Korra. Une fois soigné, Iroh II monte un plan pour saboter les infrastructures égalitaristes, situées au-delà des montagnes qui ceinturent la Cité de la République; son plan est malgré tout un échec, et lui, Asami et Bolin sont capturés et détenus en prison. Là, Hiroshi Sato tente une nouvelle fois de raisonner sa fille, qui lui affirme être très déçue de lui. Finalement, c'est Naga qui, grâce à la force de ses pattes avant, parvient à libérer les prisonniers. Profitant de cette occasion, Bolin détruit les avions et pistes de décollage du site, tandis qu'Iroh II s'envole pour combattre les Égalitaristes dans le ciel, et qu'Asami combat une dernière fois son père avant de le maîtriser et de le capturer.
Mako et Korra s'infiltrent dans l'île des Nomades de l'Air afin de tendre un piège à Amon; là, ils y retrouvent un Tarrlok n'ayant plus rien à perdre, qui leur explique qu'Amon (de son vrai nom Noatak) n'est ni plus ni moins que le frère de Tarrlok et le fils de Yakone. De ce fait, celui qui se prétend défenseur des idéaux anti-maîtres est à la fois un maître de l'Eau et un maître du Sang. Grâce à ces informations, Korra tente de faire éclater la vérité au grand jour face aux partisans d'Amon réunis dans une salle de conférence, mais la jeune avatar se rend vite compte que le public n'est pas convaincu, grâce notamment à un habile maquillage qui sert à appuyer le statut de martyr de la cause anti-maître d'Amon. Mais il y a plus important: Tenzin et sa famille ont été capturés, et sont sur le point de voir leur maîtrise privée à jamais. C'est la maîtrise de l'Air qui risque de disparaître.
Alors que Mako fait diversion et libère les maîtres de l'Air, Korra affronte Amon, dont les vraies intentions sont découvertes par son Lieutenant; son plus loyal partisan quitte alors Amon, au grand damne de celui-ci qui tue alors le Lieutenant en guise de représailles pour cette trahison. Puis, utilisant sa maîtrise du sang, Amon immobilise Korra et parvient à la priver des trois éléments qu'elle maîtrisait. Alors que le même sort attendait Mako, Korra révèle sa maîtrise de l'air, un deus ex machina qui envoie Amon par-delà une fenêtre donnant sur la mer. Amon, risquant de se noyer, n'a d'autre choix que de révéler sa maîtrise de l'eau et ainsi de détruire tout le mythe qui tournait autour de lui. Il est finalement contraint de prendre la fuite en hors-bord avec Tarrlok. Mais, ce dernier rongé par le remords, utilise le matériel présent sur le bateau pour commettre une attaque-suicide qui tue les deux frères ennemis sur le coup. Le mouvement révolutionnaire meurt avec son chef.
Dans la Cité de la République, le commandant Bumi (frère de Tenzin et fils de Aang et de Katara) accoste dans la baie, et aide Iroh II à rétablir l'ordre dans la ville. Lin et les autres prisonniers sont libérés, tandis qu'Hiroshi Sato écope d'une peine de prison à vie. Mais la maîtrise de Lin et de Korra a disparu, et cette dernière tente désespérément d'obtenir de l'aide de Katara, retournant ainsi provisoirement dans la Tribu de l'Eau du Sud. Là, Korra est déçue car Katara ne lui est d'aucune secours. C'est alors que, désespérée et isolée de tous, la jeune avatar reçoit la visite de sa vie antérieure: Aang. Celui-ci, grâce à son pouvoir à celui des avatars Roku, Yangchen, Wan, Kioshi et de tous les autres avatars passés, rétablissent la maîtrise des quatre éléments à Korra. Les avatars passés offrent également à Korra la possibilité de rétablir la maîtrise de n'importe qui, permettant notamment à Lin Beifong de retrouver sa maîtrise de la Terre et du Métal, ainsi que son poste de cheffe de la police.

### Livre 2 - Esprits
La deuxième saison (ou deuxième livre) commence six mois après l'attaque de la Cité de la République par les Égalitaristes. Le peuple a pris conscience de la corruption qui gangrenait le système politique jusqu'alors en place, et la dissolution du Conseil de la République a été prononcée, l'assemblée étant remplacée par un président élu au suffrage universel direct: le président Raiko. Korra et ses amis sont retournés à la Cité de la République, où Korra parfait son enseignement de la maîtrise de l'Air, tandis qu'Asami a repris l'entreprise de son père -quoique devant faire face à sa légende noire désormais- et que Mako a été engagé au sein des forces de police de la Cité de la République.
Pendant ce temps, au large des terres glacées de la Tribu de l'Eau du Sud, des marins-pêcheurs sont entraînés par le fond par une mystérieuse créature: un esprit rebelle qui cause la mort des malheureux humains. Leur disparition, même mystérieuse, ne fait l'objet d'aucun article de presse au sein de la Cité de la République, alors Korra profite de ses jours heureux sur l'Île des Nomades de l'Air. Le frère de Tenzin et ex-commandant de la Marine, Bumi, a récemment élu domicile sur l'île, au grand dam de Tenzin qui n'apprécie guère le tempérament bagarreur et fonceur de son frère. Par ailleurs, Bumi est révélé comme ne maîtrisant aucun élément, ne comptant que sur son sens aiguisé de la stratégie pour commander les forces navales de la République des Nations. Son frère le maître de l'Air prévoit pourtant une visite en famille des différents Temples de l'Air avec Bumi et leur sœur Kya, temples dans lesquels leurs ancêtres se réunissaient autrefois.
Lorsque le Festival des Esprits, une fête traditionnelle ancestrale des Tribus de l'Eau visant à renforcer leurs liens entre elles et les esprits, débute, Korra manifeste largement son enthousiasme à l'idée de retourner au Pôle Sud. Refusant dans un premier temps de voyager jusqu'au Pôle Sud, Tenzin doit reconsidérer sa position quand Bumi l'informe que leur mère Katara les a invités à la rejoindre avec leur sœur Kya. Se faisant à l'idée qu'il devra se rendre au Pôle Sud, Tenzin décide de faire venir avec lui Korra, Bolin et Mako. Asami les rejoint également, car souhaitant rencontrer un investisseur excentrique nommé Varrick là-bas.
Une fois sur place, Korra est accueillie en grande pompe par son père Tonraq, le chef de la Tribu du Sud. Elle rencontre également son oncle Unalaq, chef de la Tribu du Nord, son cousin Desna et sa sœur jumelle Eska. Bolin tombe amoureux d'Eska en dépit de la froideur qui caractérise la fille du chef du Nord. Visitant les attractions du festival, Unalaq déplore que l'aspect spirituel et religieux de cet événement ne soit désormais plus qu'un argument marketing, mettant notamment en garde son frère et sa nièce que les esprits doivent sûrement être mécontents de cette situation.
Pendant ce temps, Asami, assistée par Bolin, se rend sur le yacht du millionnaire excentrique Varrick, seule personne à pouvoir encore sauver la société de la jeune femme. L'excentricité de l'homme d'affaires est amplifiée par ses courtisans qui, pour éviter de le frustrer, se joue au jeu de Varrick, le flattant et mentant en inventant des récits farfelus le mettant en valeur. Contre l'avis d'Asami, Bolin fait preuve de lucidité et conteste les prouesses inexistantes de Varrick. L'homme, que l'on pensait irritable au possible, renvoie l'un de ses courtisans malhonnêtes et se rapproche vite de Bolin, lui faisant notamment découvrir sa toute nouvelle invention: le cinématographe. L'intervention de Bolin permet d'accélérer les négociations entre Varrick et Asami, les deux investisseurs promettant de faire un marché commun à l'issue du banquet que Tonraq donne le soir-même. On apprend par ailleurs que c'est notamment grâce au soutien financier de Varrick que le président Raiko a été élu à la tête de la République des Nations.
Alors qu'Unalaq propose à sa nièce de parfaire sa maîtrise de l'Eau et de découvrir la spiritualité de la Tribu de l'Eau du Nord, le chef Tonraq et Tenzin s'opposent au projet du chef du Nord, considérant que Korra doit d'abord maîtriser l'élément de l'Air. Mais, apprenant ce qui était arrivé aux marins victimes d'un mauvais esprit, Korra avoue être lassée de ses entraînements avec Tenzin, et vouloir se rendre utile en combattant les mauvais esprits. Plus tard, lors du banquet donné par Tonraq en l'honneur de sa fille, cette dernière apprend que ce sont Tonraq et Tenzin qui ont choisi de la forcer à rester toute sa jeunesse durant au Pôle Sud. La confiance entre Korra, son père et Tenzin se dégrade. Pendant ce temps, le dernier maître de l'Air retrouve son frère Bumi ainsi que sa sœur Kya, Les trois enfants d'Aang et de Katara se sont séparés à la mort de leur père, car là où Bumi s'est engagé dans la Marine de la République des Nations, Kya est restée avec sa mère désormais veuve au Pôle Sud pour veiller sur elle. On apprend par ailleurs que Kya est une maître de l'Eau à l'instar de sa mère, et que cette dernière lui a enseigné de nombreuses techniques de soin.
À l'issue du banquet, Bolin se met en tête d'avouer ses sentiments à Eska; mais cette dernière, d'une nature pour le moins sadique, lui annonce qu'elle accepte de sortir avec Bolin, mais qu'elle le considérera au mieux pour un ami, au pire pour un esclave. Pendant ce temps, la famille de Korra croise par malchance le chemin d'un esprit malveillant qui manque de mettre hors de combat l'avatar. L'esprit est finalement apaisé par Unalaq, qui maîtrise l'Energie spirituelle. Impressionnée, Korra accepte que son oncle la prenne sous son aile. Mis à pied par Korra, Tenzin se résout à quitter le Pôle Sud et à commencer son voyage familial aux Temples de l'Air. Direction le Temple de l'Air du Sud.
Alors que son entraînement commence, Korra est averti par Unalaq que son entraînement requerra l'ouverture d'un portail spirituel, un acte assez dangereux qui n'impressionne pour autant pas le moins du monde Korra. Unalaq avoue à sa nièce que si Tonraq est devenu chef de la Tribu du Sud, c'est parce qu'il a été en premier lieu banni de la Tribu du Nord après qu'il a par mégarde embrassé une forêt sacrée en pourchassant des bandits ayant attaqué le Nord. Korra se met en colère contre son père en apprenant cela, lequel assume son acte mais tâche de le nuancer en invoquant la séparation entre humains et esprits. Sa philosophie, en contradiction totale avec celle de son frère, aboutit à un débat sur le manque de spiritualité de la Tribu du Sud, représentée notamment par l'absence d'aurores boréales, pourtant fréquentes dans le Nord.
Après la dispute, Korra et Unalaq se mettent en route vers le portail des esprits, lequel n'est autre que le cœur gelé de la forêt que Tonraq a autrefois incendié. Mais la situation se complique lorsqu'un groupe de Maîtres de l'Eau du Sud tendent une embuscade Unalaq et tentent de l'éliminer. Cet acte jugé lâche est le casus belli qui déclenche officiellement la guerre civile entre les deux Tribus de l'Eau. L'avatar, malgré son rôle de pacificatrice, ne veut pas intervenir dans cette guerre qui devient littéralement fratricide. Malgré les divergences d'opinion entre Eska et Bolin, respectivement alliés d'Unalaq et de Korra, Bolin refuse de rompre avec la fille du chef, de peur que celle-ci ne le gèle vivant et ne le jette en pâture à des piranhas. Tonraq, son épouse et ses plus proches partisans sont arrêtés pour crime de haute trahison et tentative d'assassinat sur Unalaq, bien que les parents de Korra soient innocents dans cette affaire. Korra, flairant l'arnaque, exige un procès équitable pour tous les prisonniers; à l'issue de ce procès, le juge Hotah relaxe la mère de Korra; les autres prévenus sont tous condamnés à la peine capitale, qui est commutée en prison à perpétuité sur demande de Korra et d'Unalaq. Les prisonniers doivent néanmoins purger leur peine au Pôle Nord, loin des lieux de trouble.
Korra ne souhaite pas en rester là, et, pour libérer son père et les autres prisonniers, décide de faire parler le juge Hotah. Ce dernier, sous la menace que représentent les crocs acérés de Naga, avoue qu'Unalaq a payé le juge pour faire appliquer la peine maximale, et que c'est par sa faute que la forêt sacrée a été incendiée (et donc que Tonraq a été banni de la Tribu du Nord). Unalaq a ainsi détrôné son propre frère et l'a condamné à l'exil, puis à la prison à vie. Unalaq, mis devant ses propres actions, tente de faire diversion en persuadant Korra qu'une guerre civile entre Tribus de l'Eau causerait un déséquilibre spirituel tel qu'il ne pourrait en résulter que l'annihilation du Sud. Le seul moyen d'éviter cela est donc de mener à bien la Convergence harmonique, ou l'ouverture du portail spirituel.
Pendant ce temps, Asami, Bolin et Mako convainquent Varrick de se lancer à la poursuite du navire de la Tribu de l'Eau du Nord qui transportent Tonraq et ses pairs. Le millionnaire fou fait donc émerger des calles de son yacht un hydravion qui, propulsé par le feu de Mako, permet aux protagonistes de rejoindre le navire nordiste et d'en libérer les prisonniers. Après être remontés sur le yacht, ces derniers mettent le cap sur la Cité de la République pour obtenir l'aide de la Flotte républicaine d'Iroh II. Eska, qui a de fait rompu avec Bolin de par son départ pour la Cité de la République, tente en vain de poursuivre ce dernier en utilisant sa maîtrise de l'Eau. Elle échoue néanmoins, mais focalise désormais son ire sur celle qui a détourné Bolin d'Eska: Korra.
En chemin, Varrick suggère que Bolin devienne un acteur, et dont le personnage qu'il incarnera, Nuktuk, fera office d'outil de propagande au service du Sud. Dans une certaine mesure, Varrick venait d'inventer la propagande médiatique. Arrivés à la Cité de la République, Korra et Varrick rencontrent le président Raiko, tandis que Lin Beifong ordonne à Mako de se rendre en urgence sur le trajet d'une marche pacifiste de maîtres de l'Eau du Sud, afin de veiller à ce qu'il n'y ait aucun débordement. Pendant ce temps, au Pôle Sud, Unalaq décide d'activer le pas et d'ouvrir d'une façon ou d'une autre le portail spirituel du Nord, à défaut d'avoir pu le faire au Sud. Les membres de la Tribu du Sud vivant dans la Cité de la République sont parallèlement visés par un attentat à l'explosif qui touche et ravage leur centre culturel. Alors que tout porte à croire qu'il s'agit d'un acte de mercenaires du Nord, Mako, témoin de la scène, affirme avoir vu des maîtres du Feu. La situation se bloque alors que le président Raiko refuse l'envoi de troupes au Sud, ne voulant pas interférer dans les affaires internes des Tribus de l'Eau.
Mais, forte de ses contacts dans les milieux politico-militaires, Korra réussit à obtenir du général Iroh II l'envoi de troupes qui supporteront officieusement le Sud. C'est sans compter sur la délation de Mako qui, fidèle à son poste et donc à la République et ses représentants, cause l'irruption du président Raiko en personne sur le croiseur d'Iroh II. Le politicien rappelle les devoirs et la loyauté du militaire envers son gouvernement, réduisant à néant les chances pour qu'Iroh II puisse d'une quelconque façon supporter le Sud et Korra. Dépitée, Korra obtient néanmoins d'Iroh II un conseil: persuader le Seigneur Zuko et sa fille au pouvoir d'intervenir militairement.
Korra ne compte cependant pas en rester là avec Mako, et le confronte directement dans les bureaux de la police. Chacun étant loyal à sa propre hiérarchie, la dispute stagne et Mako décide de rompre avec Korra, qui s'enfuit pour le Sud en bateau. Ce dernier est attaqué dans un premier temps par Eska et Desna, avant qu'un esprit maléfique ne les mette en déroute et décide de s'en prendre à Korra. Cette dernière, utilisant les techniques de purification d'énergie d'Unalaq, est sur le point de défaire l'esprit quand ce dernier reprit le dessus et avala Korra, l'entraînant avec lui sous les eaux glacées du Pôle Sud.
Pendant ce temps, un cargo appartenant aux Industries de l'Avenir est coulé par la Marine du Nord; Asami est ruinée, alors que son partenaire commercial Varrick se focalise sur la percée de Bolin dans le cinéma de propagande. Mako remonte la piste de l'attentat du centre culturel, et constate que le détonateur retrouvé sur les lieux du crime est le même modèle de télécommande que celui utilisé par Varrick lors de ses tournages.
Dans l'estomac de l'esprit maléfique, Korra a une vision de l'avatar originel: l'avatar Wan. Ce dernier, ayant vécu dans des temps immémoriaux, était à l'origine un chapardeur ayant dupé un lion-tortue (un animal légendaire apportant conseils et pouvoir à ceux qui le respecte) qui a acquis la maîtrise originelle du Feu, en prétextant une attaque d'esprits. Banni des murs de sa ville, il est condamné à errer dans le Monde des Esprits, avec pour seule compagnie les flammes qu'il utilise pour se chauffer et s'éclairer. Se familiarisant petit à petit avec les esprits, il parvient à vivre en symbiose avec eux et parvient même à recruter des humains pour vivre avec lui en-dehors des murs de la ville. Mais un jour, Wan fit la rencontre de deux esprits se battant. Il ne le savait pas, mais venait de rencontrer les deux esprits supérieurs, représentants du bien et du mal: Vaatu et Raava. Vaatu manipula Wan pour le forcer à intervenir, le libérant ainsi de sa malédiction qui consistait à se battre éternellement et continuellement avec Raava. Ce dernier esprit informa Wan de son erreur, alors que Vaatu venait de s'échapper. Désormais, l'équilibre des mondes humain et spirituel est menacé.
Mais Wan est déterminé à poursuivre Vaatu et à rétablir l'équilibre brisé; avec l'aide de Raava, il acquiert successivement les pouvoirs octroyés par les lion-tortues maîtrisant la Terre, l'Eau et l'Air. L'esprit de Raava, lorsqu'il entre en harmonie avec celui de son hôte, lui permet de décupler son pouvoir et de faire briller ses yeux; le premier avatar était né. Usant de ses pouvoirs et de ceux de Raava, Wan remonte la piste de Vaatu, et finit par le sceller dans l'Arbre du Temps duquel il ne pourra jamais s'échapper par lui-même. L'équilibre spirituel étant revenu, Wan se donne pour mission jusqu'à sa mort de faire le lien entre le Monde des Esprits et le Monde des Humains, ainsi que de veiller à l'harmonie et à la paix dans le monde. Dans le monde des Humains, Korra sort de son coma.
À son réveil, la jeune avatar rencontre un chamane, éleveur de bisons volants, qui l'informe que la Convergence harmonique aura lieu dans deux semaines. Grâce à l'un des bisons que le chamane offrit à Korra, cette dernier part en direction de la Tribu de l'Eau du Nord. La vision de Korra a eu pour effet négatif de permettre à Unalaq de déverrouiller le portail spirituel du Nord, lui permettant ainsi à terme d'accéder au Monde des Esprits et à l'Arbre du Temps où est piégé Vaatu. Mais d'ici là, Korra a le temps de se mettre à la recherche de Tenzin, et de l'informer de ce qui est sur le point de se passer. L'avatar retrouve son premier instructeur dans le Temple de l'Air de l'Est, le plus spirituel de tous. Korra supplie Tenzin de se rendre dans le Monde des Esprits via la méditation, mais ce dernier avoue à demi-mot n'avoir jamais pu y aller. C'est alors que Jinora, l'enfant prodige de Tenzin, affirma avoir des dons de méditation et de projection astrale. Malgré les doutes de Tenzin, Jinora démontre ses aptitudes en faisant apparaître une horde de lapin-dragons, des esprits bons dont un qui s'éprend vite pour l'oncle Bumi. Jinora annonce que Korra devra les suivre jusque dans le Monde des Esprits, afin de le localiser et de le verrouiller de l'intérieur avant qu'Unalaq n'ait pu faire quoi que ce soit.
Ce dernier met d'ores et déjà en place ses plans, au grand damne de ses enfants qui ne voient pas une quelconque utilité au projet de leur père. Korra et Tenzin utilisent le bison volant Oogi pour rejoindre un site ancestral des Nomades de l'Air, où les esprits se sont rassemblés. Après une épuration du site, jusqu'alors dominé par la végétation, Tenzin tente une première fois de rentrer dans le Monde des Esprits, sans succès. Il est par la suite attaqué par des esprits malveillants que Korra parvient à défaire cette fois en les purifiant. Tenzin réessaie par la suite plusieurs fois d'accéder au Monde spirituel, mais sans succès. Il autorise finalement Jinora à accompagner Korra dans le Monde des Esprits, ce à quoi elle parvient dès sa première tentative.
Dans ce monde, Unalaq est déjà entré en contact avec Vaatu, qui confirme la présence proche de l'avatar (via Raava) malgré sa disparition en mer. Korra et Jinora se perdent dans les forêts enchantées de ce nouveau monde, et Korra, sous la pression et l'émotion, s'endort pour se réveiller en ayant le corps qu'elle avait à ses quatre ans. Seule dans une sombre forêt, elle erre longtemps avant de tomber, à bout de force, sur un homme tenant une lampe et reconnaissant Korra: c'est Iroh, l'oncle de Zuko. Le vieil homme accompagne Korra hors de la forêt, vers une clairière où il a ouvert un salon de thé et organise des fêtes en l'honneur des esprits (ce jour-ci, un mariage). Korra reconnaît parmi les biens d'Iroh une théière ayant appartenu à l'avatar Wan; ainsi, Iroh a confirmation que Korra est bien l'avatar, descendant spirituel de Wan.
Pendant ce temps, Jinora découvre la librairie de Wan Shi Tong (un personnage déjà apparu dans ATLA). La sombre chouette voit d'un très mauvais œil l'arrivée d'un nouvel humain et, alors qu'elle s'apprêtait à tuer Jinora, se rend compte au dernier moment qu'elle descend de l'avatar Aang, qui était déjà venu en ces lieux des décennies plus tôt. Laissant la vie sauve à la jeune fille, Wan Shi Tong la trahit pourtant en avertissant Unalaq de la présence de la prodige de l'Air, la chouette considérant Unalaq comme le réel allié des esprits. Jinora devient l'otage d'Unalaq.
Dans la clairière où vit Iroh, Korra reprend sa forme adulte et fait ses adieux au héros de la guerre de Cent ans. Korra se dirige à toute vitesse vers le portail ouvert par Unalaq, afin de le refermer de l'intérieur. Alors qu'elle est sur le point de le refermer, Vaatu contacte Korra via Raava, et menace de tuer Jinora si le portail est refermé. Il précise également que les efforts de Korra pour fermer le portail de l'intérieur sont inutiles puisque Unalaq est déjà dans le Monde spirituel. Brandissant toujours la menace de tuer Jinora, Vaatu exige que Korra libère le mauvais esprit grâce à son pouvoir d'avatar. Ne voulant pas risquer de blesser Jinora, Korra cède et libère Vaatu de sa prison. Profitant d'une distraction causée par un esprit, l'avatar parvient à refaire surface dans le monde physique, mais Jinora ne reprend pas conscience.
Dans la Cité de la République, le président Raiko et sa première-dame assistent à l'avant-première du nouveau film de propagande de Varrick. Ce dernier met de plus en plus en évidence la position neutre et déplorable de Raiko vis-à-vis de la guerre qui fait rage entre les Tribus de l'Eau. Pour donner une ambiance plus réaliste à son film, Varrick a engagé d'authentiques hommes de main pour capturer le président. Néanmoins, le plan échoue et Varrick est mis aux arrêts. Cela laisse malgré tout le temps à Korra de revenir en ville avertir le président de la menace qui plane désormais sur le monde entier. Mais Raiko ne cède pas, au point que Bolin regrette qu'il n'ait pas été capturé en bonne et due forme par les agents de Varrick. C'est malgré tout une victoire pour Mako qui voit ses suspicions sur Varrick être confirmée. Faute de soutien, Korra se résout à affronter son oncle et Vaatu et retourne, avec Asami, Bolin et Mako, ainsi que du matériel de combat récupéré auprès de Varrick, au Pôle Nord.
Tenzin, Kya et Katara font tout pour maintenir la pauvre Jinora en vie, alors que son esprit est toujours prisonnier de Vaatu. Pendant ce temps, Tonraq et ses partisans lancent une attaque désespérée sur les militaires du Nord, en vain; ils sont capturés par Unalaq. La Convergence harmonique est imminente, et pendant que Bolin, Mako, Asami, Bumi, Kya et Tenzin tâche de saccager le camp militaire qui garde l'entrée du portail, Korra confronte Unalaq, qui a perdu le soutien de ses propres enfants. Bolin fait valoir son attachement envers Ezka pour qu'elle et son frère se retourne contre leur père, qui projette maintenant de fusionner avec Vaatu pour donner naissance au premier Avatar obscur. Affirmant qu'il deviendra un équivalent de Korra avec davantage de spiritualité. Unalaq prône l'abolition de la séparation des mondes, et fera tout pour arriver à ses fins, quitte à perdre son humanité. Pour canaliser l'énergie issue de cette fusion, des centaines de portails spirituels sont créés en un instant partout dans le monde, y compris dans la Cité de la République.
Une fois le camp militaire saccagé, les protagonistes investissent le Monde des Esprits; les enfants d'Aang se mettent sur la trace de Jinora, tandis que Korra fait face son oncle et à Vaatu. Tenzin, Kya et Bumi retrouvent Iroh, qui les aiguille vers le Brouillard des Âmes perdues, un canyon où les âmes damnées errent indéfiniment. Là, Tenzin fait la rencontre de celui qui était autrefois l'amiral Zhao; Zhao, devenu fou et mégalomaniaque, n'en a pas pour autant perdu sa volonté de retrouver l'avatar [Aang], et en vient aux mains lorsqu'il voit Tenzin et le confond avec son père. Kya et Bumi s'en débarrassent finalement, lse remettant à la recherche de Jinora. Celle-ci est finalement retrouvée, son père pleurant de joie au moment de leurs retrouvailles.
Korra lutte difficilement contre Vaatu et Unalaq, si bien qu'à la fin du combat, Raava est touchée par la lame d'eau utilisée par Unalaq. Ce faisant, l'esprit supérieur est déconnecté de Korra, détruisant par la même occasion le cycle de l'avatar tel qu'il était connu. Vaatu s'échappe du Monde des Esprits, et Unalaq proclame le début de "Dix-mille ans de ténèbres", alors que l'avatar obscur marche vers la Cité de la République. Celui-ci prend la forme d'une entité gigantesque, traversant la mer à pieds à la manière d'un Godzilla. Refusant d'abandonner la Cité à son sort, Korra commence à méditer dans l'arbre où était retenu Vaatu. Là, elle apprend via une vision de Raava que peu importe si l'esprit du bien ou du mal meurt, il reviendra toujours pour rétablir l'équilibre, et qu'il s'agissait d'un cycle que l'on ne peut briser.
Forte de sa séance de méditation, Korra développe une projection astrale qui la fait grandir à l'instar d'Unalaq. Grâce à la projection spirituelle de Jinora, Raava ressuscite et permet à une Korra gigantesque de se battre contre Unalaq, et de le défaire. L'avatar obscur meurt et est réduit en poussière, tandis que Vaatu disparaît. Jinora regagne son corps physique, Ezka et Tesna assurent l'intérim du pouvoir au Pôle Nord (et en profite pour retirer les troupes du Nord du Pôle Sud), et la Tribu de l'Eau du Sud gagne son indépendance vis-à-vis du Nord, avec à sa tête le chef Tonraq.
Korra, ayant renoué avec Raava, regagne son statut d'avatar, mais hélas, sa connexion avec les précédents avatars est brisée à jamais. Korra ouvre donc la voie à une nouvelle lignée d'avatars. Contrairement à ce que l'avatar Wan avait fait il y a longtemps, Korra profite de la situation pour laisser ouverts les divers portails spirituels, permettant ainsi à esprits et humains de vivre ensemble en harmonie. Korra reçoit l'appui de Tenzin, qui considère que quelle que fût sa décision, elle aurait été réfléchie et pertinente. Le monde rentre dans une nouvelle ère alors que l'avatar cesse officiellement d'être l'intermédiaire entre les deux mondes, bien qu'il continue de veiller à apporter la paix dans toutes les nations.

### Livre 3 - Changements
Le monde a également connu une grande modernisation, la Cité de la République ressemble au New York et au Shanghai de 1920 (avenues, gratte-ciel, véhicules à moteur, tramways, paquebots à vapeur, dirigeables). Cette évolution technologique qui a permis aux gens de s'affranchir de la maîtrise des éléments dans la vie de tous les jours (eau courante, électricité, chauffage, transports, radios, appareils photos, micro et haut-parleur) a aussi donné naissance à des mouvements anti-maîtrise de plus en plus nombreux dans la ville. La fin de la série semble se passer dans ce qui est dans notre monde les années 1930 voire 1940 (le canon sur rail de Kuvira est fortement inspiré du Schwerer Gustav, une pièce d'artillerie mise en service en 1941).
Au fur et à mesure, la série prend une tournure de plus en plus politique et philosophique, ainsi que plus de maturité.

## Distribution

### Voix originales
- Janet Varney (en) : Korra
- David Faustino : Mako
- P. J. Byrne : Bolin
- Seychelle Gabriel : Asami Sato
- J. K. Simmons : Tenzin
- Kiernan Shipka : Jinora
- Darcy Rose Byrnes : Ikki
- Logan Wells : Meelo
- Maria Bamford (en) : Pemma
- Mindy Sterling : Lin Beifong
- Steve Blum : Amon
- Clancy Brown : Yakone
- Lance Henriksen : Lieutenant
- Richard Epcar : Capitaine Saikhan
- Jim Cummings : Lion Turtle
- Tom Kenny : Referee
- Daniel Dae Kim : Hiroshi Sato
- Dee Bradley Baker : Tarrlok, Naga et Pabu
- Dante Basco : Iroh
- Chris Hardwick : Councilman Sokka (Conseiller Sokka en V.F)
- Greg Cipes : Tu
- Eva Marie Saint : Katara
- Richard Riehle : Bumi
- Lisa Edelstein : Kya
- Anne Heche : Suyin Beifong
- Zelda Williams : Kuvira

Photos des comédiens de la distribution des protagonistes principaux de la série
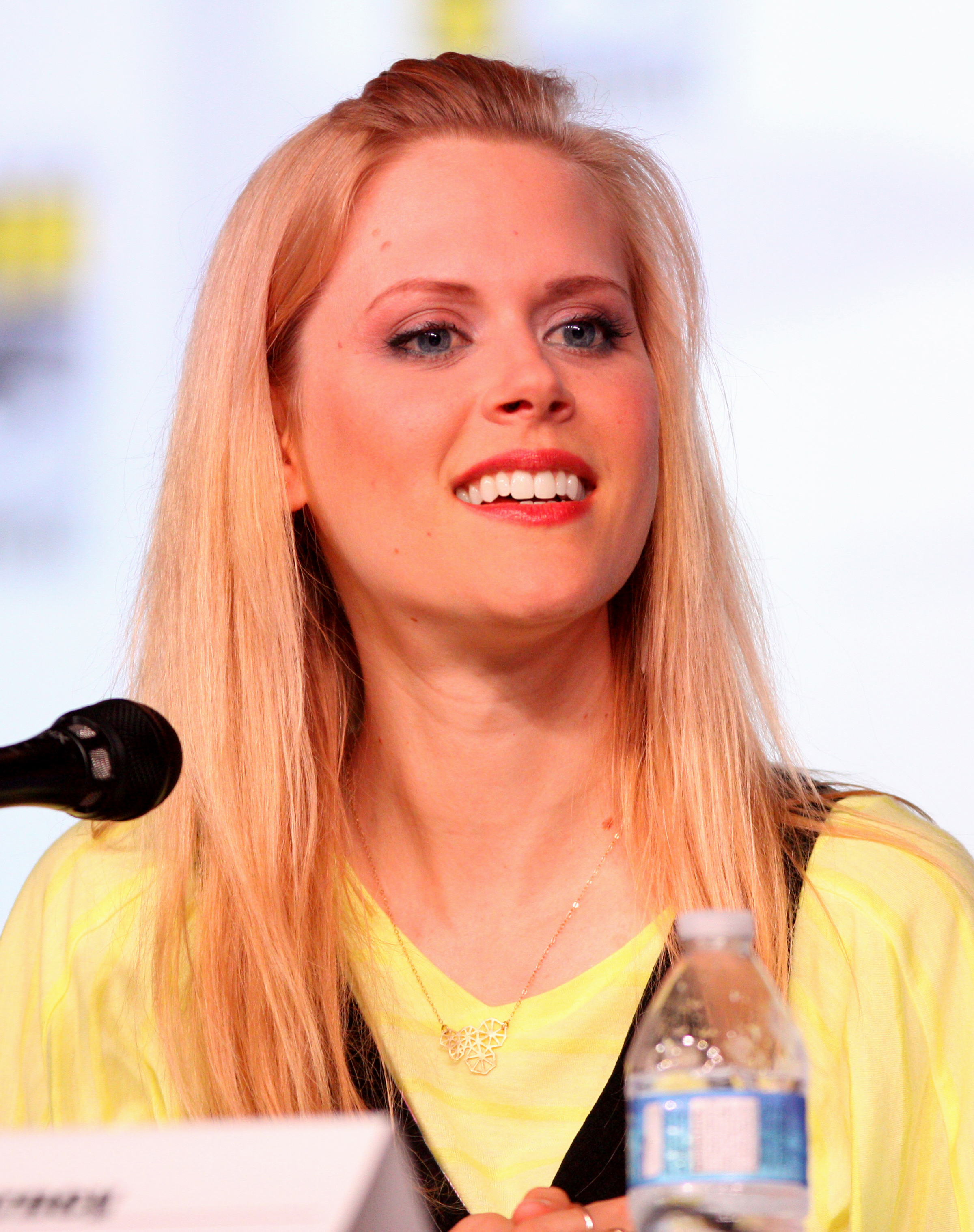
Janet Varney (en)
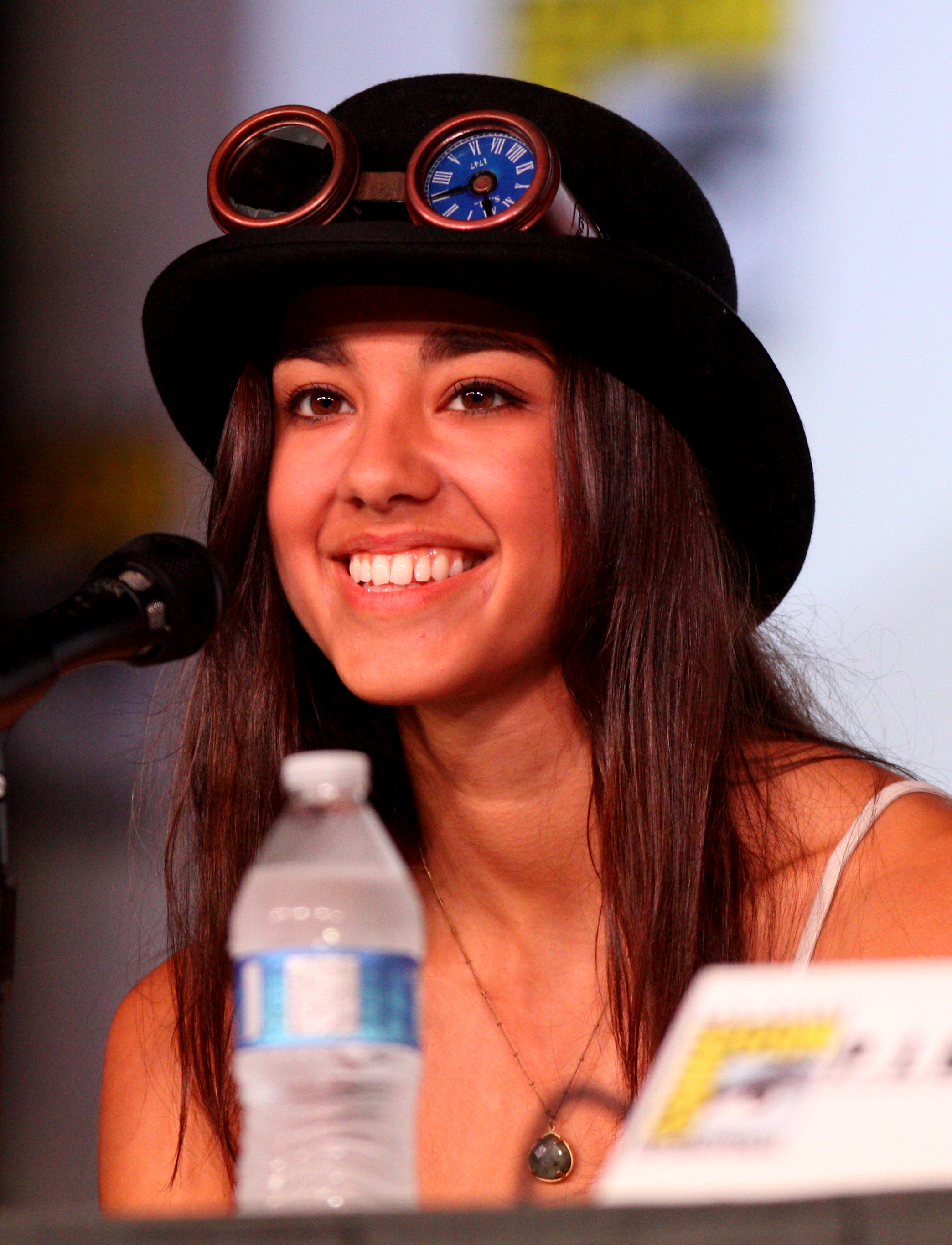
Seychelle Gabriel
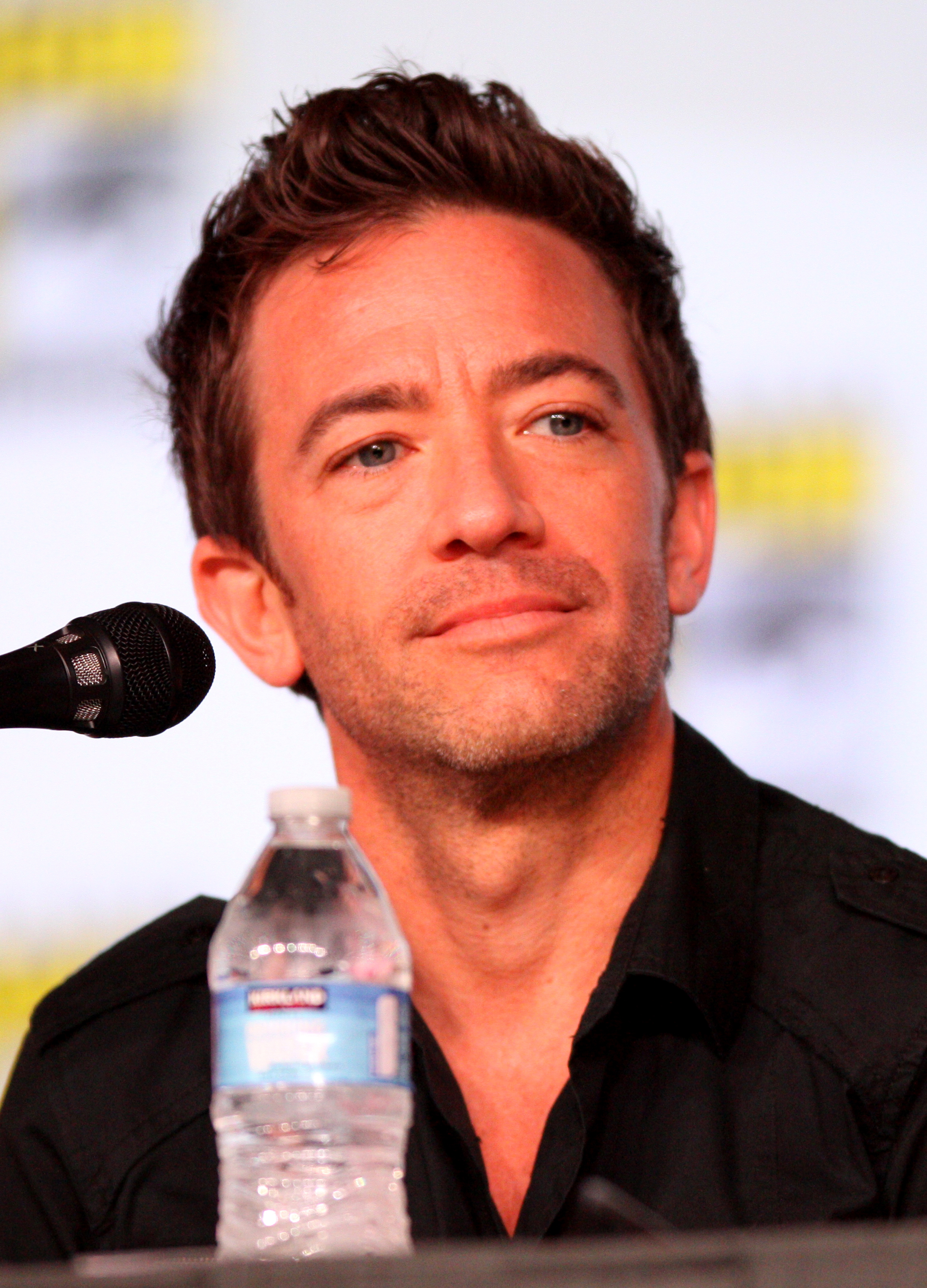
David Faustino
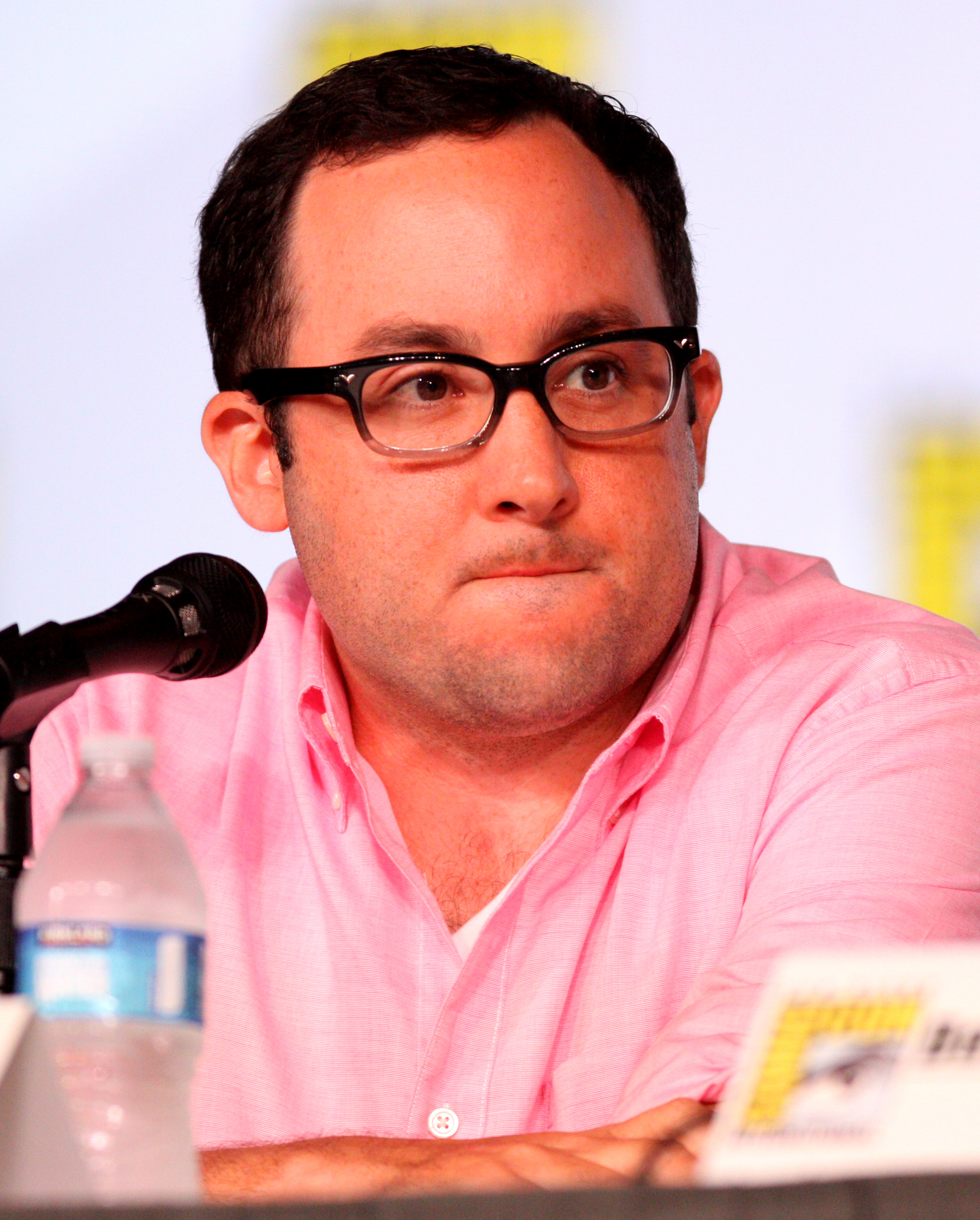
P. J. Byrne
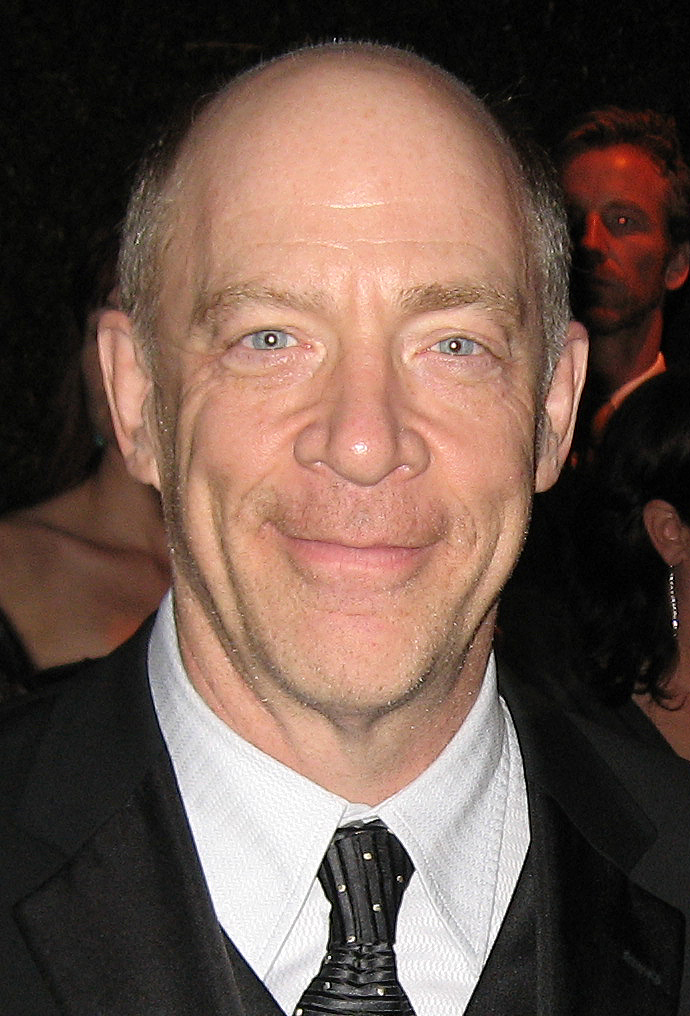
J. K. Simmons
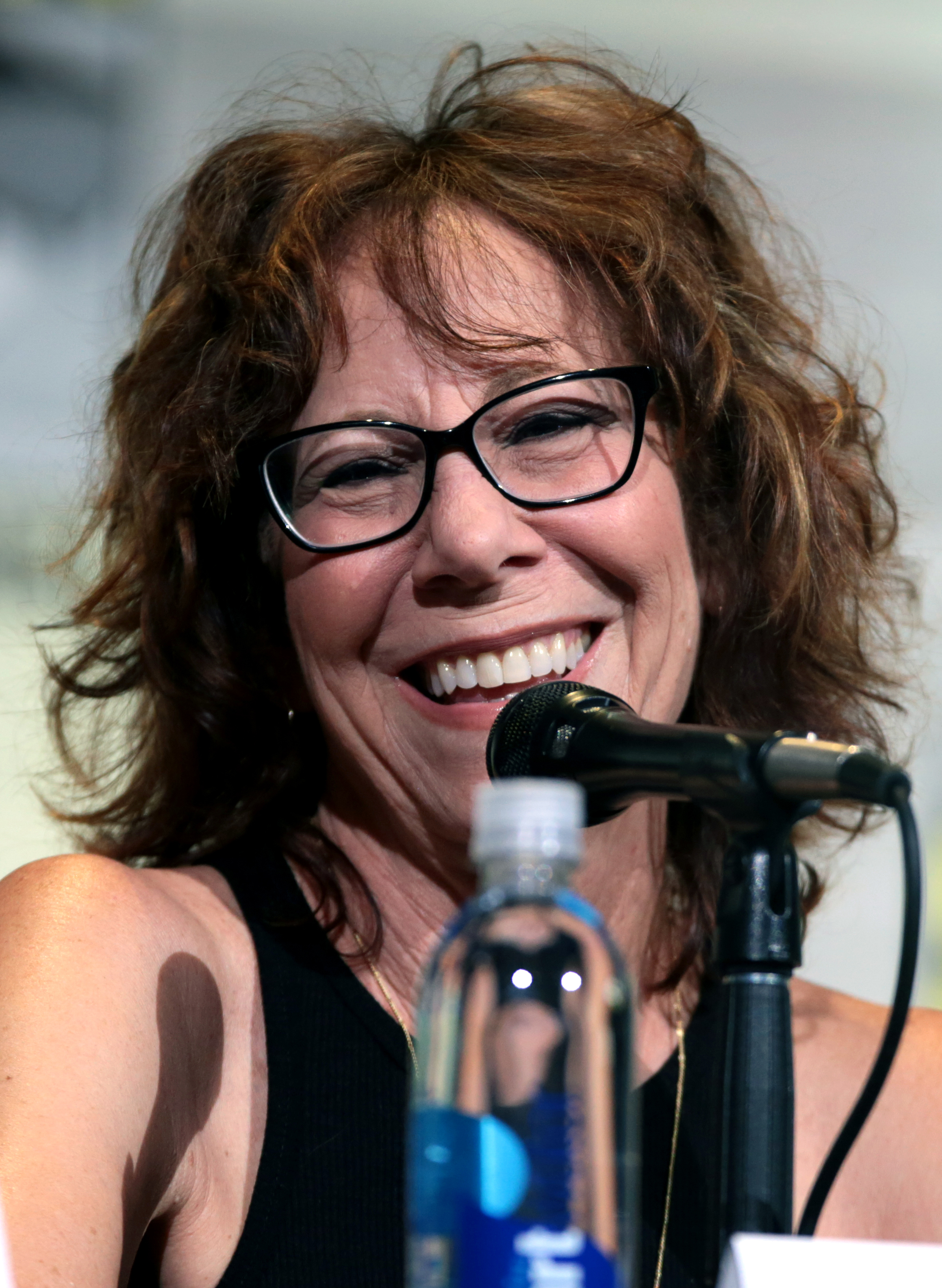
Mindy Sterling
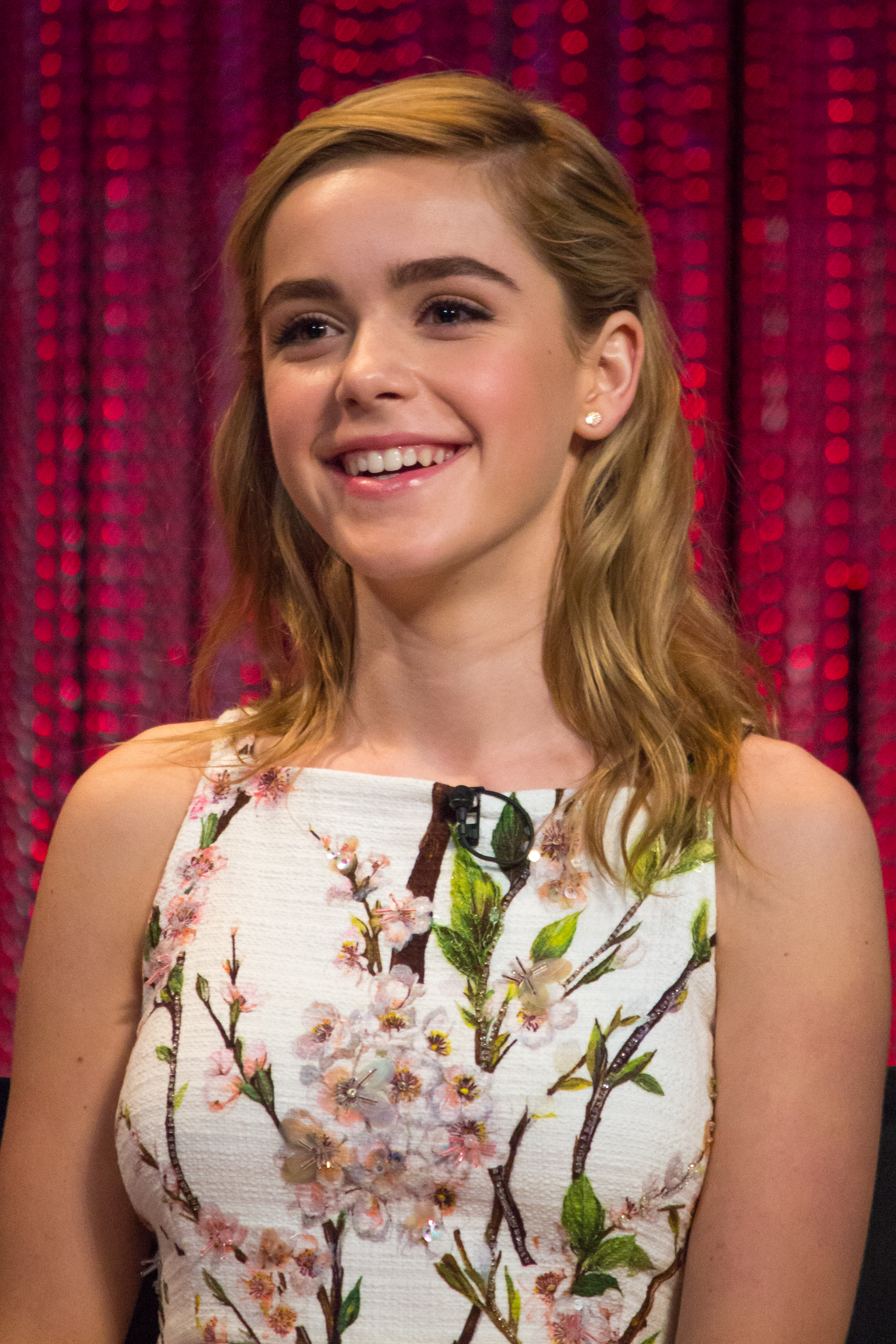
Kiernan Shipka
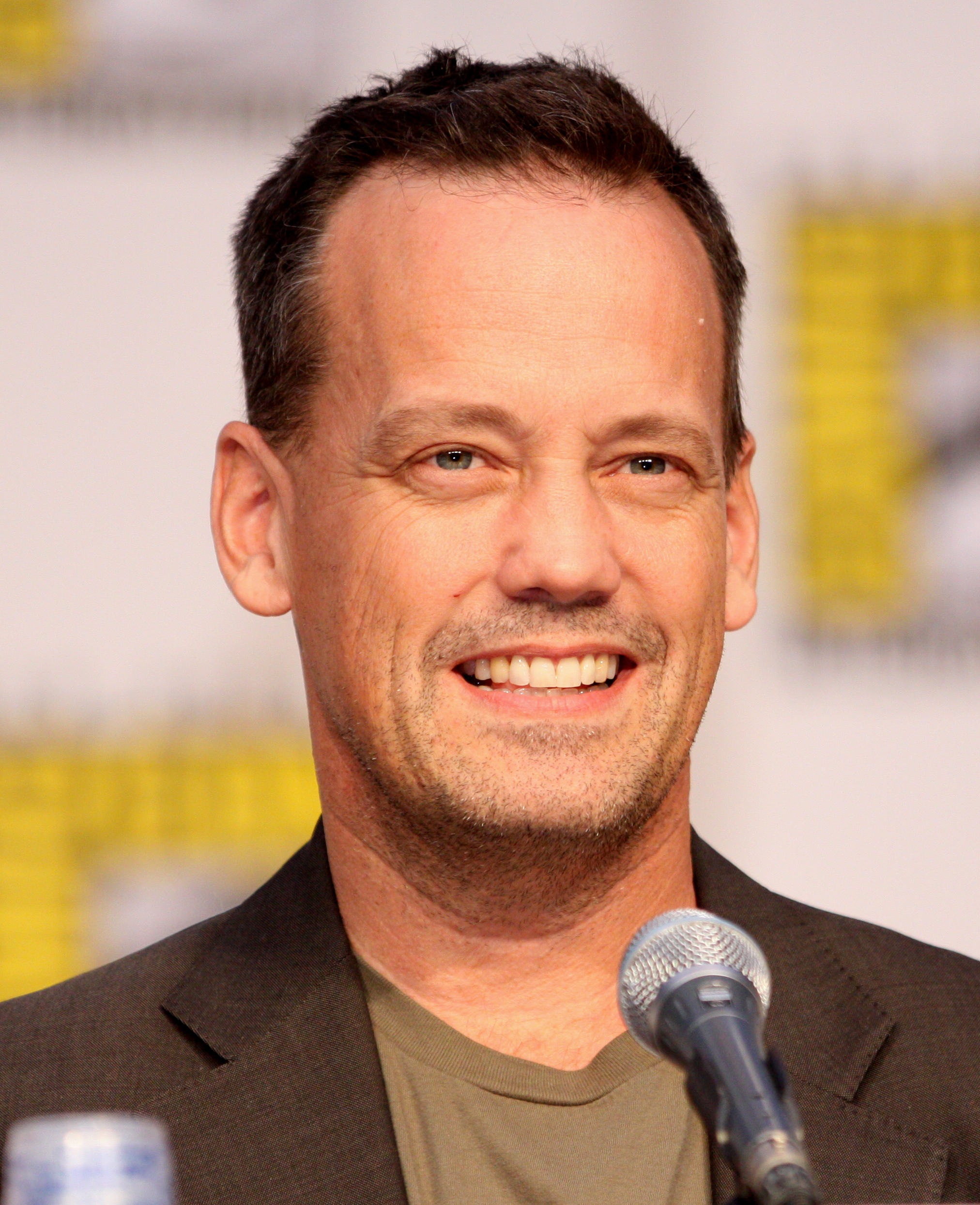
Dee Bradley Baker

### Voix françaises
- Lutèce Ragueneau : Korra
- Olivier Martret : Mako
- Alexandre Nguyen : Bolin
- Jessica Monceau : Asami
- Guy Chapellier : Tenzin
- Alexandra Pic : Ikki
- Pauline Moingeon Vallès : Pemma
- Sophie Riffont : Lin Beifong
- Sophie Arthuys : Suyin Beifong
- Paul Borne : Amon (saison 1)
- Philippe Crubézy : Hiroshi Sato (saison 1 et 3)
- Axel Kiener : Tarrlok (saison 1)
- Marie-Martine : Katara
- Gilbert Lévy : Bumi
- Véronique Soufflet : Kya
- Michel Dodane : Yakone
- Benoît Du Pac : Varrick
- Boris Rehlinger : Tonraq et le lieutenant d'Amon
- Alexis Tomassian : Zuko
- Pierre-François Pistorio : Shiro Shinobi, le commentateur et narrateur ; Aiwei, le bras droit de Suyin,
- Guillaume Orsat : le président Raiko
- Patrice Melennec : Iroh
- Thierry Ragueneau : Zaheer (saison 3)
- Anne Massoteau : P'Li (saison 3)
- Benjamin Bollen : le prince Wu (saison 4)
- Ludivine Maffren : Kuvira (saison fin de 3 et toute la 4)
- Gauthier de Fauconval : Baatar Jr (saison 4)

## Personnages

### Personnages principaux
- Korra

Âgée de 17 ans au début de la série, elle est le nouvel Avatar après Aang. Elle est issue de la tribu de l'eau du Pôle Sud et est décrite comme une fille entêtée et indocile. Elle a des yeux bleu ciel et des cheveux bruns attachés qu'elle laisse parfois libres. Elle finira par avoir des cheveux courts (elle se les coupera dans la saison 4). Au début de l'animé, elle a déjà la maîtrise de l'eau, de la terre et du feu, mais elle doit apprendre celle de l'air sous la tutelle de Tenzin. Elle éprouve des difficultés à assimiler cette maîtrise car elle n'a jamais appréhendé le côté spirituel de son rôle d'Avatar, préférant se concentrer sur l'aspect physique. Dans le 12e épisode du premier livre, Amon la prive de sa maîtrise élémentaire. Au moment où il tente de faire la même chose à Mako, elle se découvre la maîtrise de l'air et bat Amon avec. Dans le deuxième livre elle rencontre son oncle Unalaq, fera la connaissance des esprits et découvrira la vérité sur Wan le premier Avatar. Elle combattra Vaatu l'esprit des Ténèbres et du Chaos et son oncle qui ont fusionné pour donner un Avatar maléfique et malheureusement perdra sa connexion avec ses vies antérieures. Elle apprend la maîtrise du métal dans le troisième livre grâce à Suyin Beifong, la deuxième fille de Toph et combattra le Lotus Rouge. Empoisonnée par ceux-ci, elle sera guérie par Suyin mais reste encore très faible. Trois ans plus tard, elle reprend une nouvelle vie et essaie de guérir avec l'aide de Toph Beifong. Sa nouvelle ennemie sera Kuvira qui veut unifier le Royaume de la Terre avec une vision tyrannique.
- Mako

C'est un maître du feu de 18 ans au début de la série, aux cheveux noirs et aux yeux ambres. Est un des amis de Korra. Il est plutôt renfermé, rêveur et calme. Après le meurtre de ses parents par un maître du feu, il a grandi dans la rue avec son jeune frère Bolin. Il est aussi un pro-maître dans l'espoir de gagner le gros lot et fait partie de la police.
Sa maîtrise de l'électricité lui assure un emploi à la centrale énergétique. Il est en couple avec Asami, la fille du grand constructeur automobile Hiroshi Sato, et ce malgré le fait que Korra lui ait avoué ses sentiments. Des tensions apparaîtront dans le couple Mako-Asami dont Korra est la cause. Asami est certaine que Mako aime Korra, à raison. Ils rompent quelques épisodes avant la fin du premier livre. Il déclare alors sa flamme au jeune Avatar et s'embrassent. Durant le deuxième livre, on apprend qu'ils sortent ensemble depuis six mois et qu'ils ont tous deux arrêté les tournois de pro-maître.
- Bolin

Il est lui un des amis de Korra. Maître de la terre âgé de 16 ans au début de la série, il est le petit frère de Mako. Contrairement à ce dernier, Bolin est souvent insouciant, très enthousiaste et plein d'humour. Il participe lui aussi aux tournois des pro-maîtres, le sport le plus populaire de la Cité de la République. Il entretient un lien très fort avec Mako, malgré son léger sentiment d'infériorité. Il est amoureux de Korra mais tourne la page quand il se rend compte que Korra aime Mako et sera plus tard amoureux d'Opal, la fille de Suyin. Dans le deuxième livre, il devient une star de cinéma et est très proche d'Asami. Bien qu'incapable de maîtriser le métal, il apprendra à maîtriser la lave dans le troisième livre.
- Asami Sato

Asami est la petite-amie de Mako (comme montré dans les comics). Elle ne possède pas de maîtrise d'élément. Elle est la fille de Hiroshi Sato, l'industriel le plus riche de la cité et l'inventeur de la Satomobile. Asami a 18 ans au début de la série et a vécu dans le luxe toute sa vie mais en dépit de ses bonnes manières, elle peut être très dure. C'est une conductrice experte et une as de la mécanique, d'ailleurs elle possède comme arme des gants électriques. Son père a tenu à ce qu'elle bénéficie de la meilleure formation possible en auto-défense. Elle est aussi une grande fan du tournoi des pro-maîtres et assiste à chaque match. Elle se met brièvement en couple avec Mako à trois reprises, d'abord durant la saison 1 (par deux fois) puis 2.
- Tenzin

Tenzin est l'initiateur de Korra à la maîtrise de l'air. Âgé de 51 ans, il est le plus jeune des enfants d'Aang et Katara et le seul qui maîtrise l'air. Il a quatre enfants, tous maîtres de l'air et vit sur l'île du Temple de l'air, un sanctuaire construit par Aang après 100 ans de guerre. C'est à cet endroit que Korra s'est installée pour son entraînement à la maîtrise de l'air. Il est également Conseiller au Gouvernement de la Cité de la République. Plus jeune, il est sorti avec Lin Beifong, l'une des filles de Toph. Plus tard, il démissionnera de ses fonctions au conseil de la ville pour se concentrer sur la formation des nouveaux maîtres de l'air suite à la convergence harmonique.
- Naga

Naga est une chienne-ours polaire. Elle est l'animal de compagnie et le guide de Korra. Le chien polaire a été imaginé durant l'écriture des premiers Avatar, le dernier maître de l'air, mais n'a finalement pas été inclus dans la série originale
- Jinora

Elle est la fille aînée de Tenzin et a 10 ans. Elle est maître de l'air, une avide lectrice et très sage. Elle adore l'histoire de l'avatar Aang et de ses amis durant la guerre de 100 ans et s'interroge même sur le destin de la mère de Zuko. Avec son frère et sa sœur, elle assiste leur père dans la formation de Korra et se bat courageusement lors de l'attaque des Equalizers. Pendant le deuxième livre, elle commence à développer un lien étroit avec le monde spirituel alors même que son propre père n'a pas de connexion. Elle devient la guide de Korra dans le monde spirituel mais finit pas s'y perdre et se retrouve dans le Brouillard des âmes perdues. Elle est secourue par Tenzin, Kya et Bumi mais décide de rester dans le monde spirituel car elle a une dernière mission à y effectuer: retrouver Raava. Durant la bataille face à Unalaq, elle permet à Korra de sauver l'âme de Raava. Durant le troisième livre, elle forme avec son père, sa sœur et son frère les nouveaux maîtres de l'air qui se sont révélés grâce à la convergence harmonique. Elle se rapproche notamment du jeune Kai. À la fin du troisième livre, elle crée une gigantesque tornade avec l'aide de ses disciples et sauve Korra de Zaheer. Elle obtient finalement des tatouages du maître de l'air en récompense de son courage. Dans le livre 4, elle est choisie par son père pour retrouver Korra. Elle se fait capturer par les esprits des lianes et est sauvée par l'intervention de Korra. Avec Opal, elle sauve Korra de Kuvira pui finit par participer à la bataille de Republic City contre le Mécha-Robot.
- Lin Beifong

Elle est la fille de Toph, 50 ans, et le général des forces de police de la Cité de la République, poste qu'occupait sa mère auparavant. C'est d'ailleurs Toph elle-même qui a formé la police à la maîtrise du métal afin de capturer plus efficacement les criminels. Lin estime au premier abord que Korra est une menace pour la Cité de la République et met tout en œuvre pour contenir les batailles souvent destructrices de l'Avatar. Par la suite, elle devient plus tolérante vis-à-vis de Korra et conjugue ses forces avec elle dans la lutte contre Amon. Elle est sortie avec Tenzin dans sa jeunesse. Durant l'attaque du temple de l'air, elle sauve la famille de Tenzin et se fait capturer par Amon, qui lui enlève (provisoirement) sa maîtrise. Durant le livre 3, elle accompagne Korra à Zaofu, ville dirigée par sa jeune sœur. L'histoire de ses deux sœurs ennemies refait alors surface, ce qui la rend malade jusqu'à que les sœurs se battent et finissent finalement par se réconcilier. Elles sauvent par la suite Korra d'un enlèvement par le Lotus Rouge, puis font faceà et battent la terrible P'Li. Pendant le tome 4, elle va secourir sa sœur et sa famille en compagnie de Bolin et Opal et finit également par se réconcilier avec sa mère, Toph. Lors de la bataille de Républic City, elle s'infiltre dans le Mécha-Robot avec Suyin et les deux sœurs parviennent à détruire le bras-canon.

### Personnages secondaires
- Pemma

C'est la femme de Tenzin, elle ne maîtrise aucun élément. Âgée de 35 ans, elle est la mère de Jinora, Ikki, Meelo et Rohan et elle a du mal à gérer la situation de ses enfants qui maîtrisent tous l'élément de l'air. Au début de la série, elle est enceinte de Rohan, dont elle espère qu'il ne maîtrisera aucun élément mais sa belle-mère, Katara, a le pressentiment d'un autre maître de l'air, malheureusement pour elle. C'est une mère et une épouse toujours très présente. Lors de la bataille de Republic City, elle s'occupera d'aider et de réconforter les citoyens fuyant le conflit.
- Ikki

Elle est le deuxième enfant de Tenzin, petite sœur de Jinora. Elle est âgée de 7 ans et est décrite comme joyeuse, agitée et bavarde. Elle est aussi une maître de l'air.
- Meelo

Il est le troisième enfant et le premier fils de Tenzin, le petit frère âgé de 5 ans d'Ikki et de Jinora et grand-frère de Rohan. Il aime beaucoup sa famille et a hérité du pouvoir de l'air de son père. Il est très comique, puéril et a un faible pour Asami. Lors de l'attaque des Égalitaristes sur l'île du temple de l'air, il a affronté plusieurs bloqueurs de chi avec l'aide de ses sœurs et ce avec une facilité étonnante.
- Rohan

Rohan est le dernier enfant et second fils de Tenzin, il naît vers la fin du premier livre, sur l'île du temple de l'air de la Cité de la République pendant l'invasion des Égalitaristes. Selon Katara, il maîtrisera l'air lui aussi.
- Katara

Elle est maintenant une femme âgée et l'un des rares personnages vivants de Avatar, le dernier maître de l'air. Elle est le maître qui a initié Korra à la maîtrise de l'eau. Elle lui a notamment enseigné les techniques de guérison de la maîtrise de l'eau.
- Toph Beifong

Désormais âgée, elle est un des rares personnages vivants d’Avatar avec Katara et Zuko. Mère de Lin et Suyin, elle disparait et vit en ermite dans le marais des esprits. Korra croisera Toph qui l’aidera à se libérer du poison métallique que le Lotus rouge lui a administré
- Zuko

Maintenant âgé, il est l'un des seuls personnages d'Avatar encore en vie avec Katara et Toph. Après un long règne en tant que seigneur du feu pendant lequel il réussit à maintenir la paix, il abdiquera au profit de sa fille Izumi. Pendant la saison 3 et après l'évasion de Zaheer, il se lance dans la traque de ce dernier aux côtés de Tonraq et des cousins de Korra. Néanmoins, Zuko échoue à capturer Zaheer et ses comparses. On le revoit plus tard dans la série lorsque, avec les membres du Lotus Blanc, il tente d'établir un plan visant à vaincre le Lotus Rouge.
- Bumi

Bumi est l’aîné des trois enfants d'Aang et Katara, et le seul à ne pas avoir de maîtrise contrairement à Kya qui maîtrise l'eau et à Tenzin qui maîtrise l'air. Le nom Bumi vient d'un grand ami d'Aang qui portait le même prénom (vu dans la première série). Avant de partir à la retraite, il était le commandant de la deuxième division des forces unies. Après la Convergence Harmonique, Bumi s'entraîne à maîtriser l'air.
- Kya

Kya est la fille d'Aang et Katara, sœur ainée de Tenzin et cadette de Bumi. Le nom Kya était celui de sa grand-mère maternelle. Elle a hérité de la maîtrise de l'eau de sa mère. On apprend dans les comics qu'elle est lesbienne.
- Varick

Est un génie que l'on croise dans le deuxième livre, qui aidera et qui sera un personnage très utile. Au début uniquement attiré par l’appât du gain, il aura une bonne voix dans sa tête (livre 4) qui lui dira de faire de bonnes actions. Il ne maîtrise aucun élément mais est quand même un personnage redoutable. Dans la saison 4, il est au service de Kuvira mais finira par s'enfuir avec Bolin quand il comprend que les actions de Kuvira son mauvaises. Il participe à l'affrontement contre le Méca-Robot puis décidera d'épouser Zhu Li.
- Zhu Li

Est l'assistante fidèle et servile de Varick. Elle remplit toutes les tâches que son excentrique employeur lui demande en répérant la phrase "Zhu Li, fais le truc". Dans la saison 4, elle décide de rester fidèle à Kuvira malgré la traîtrise de Varick. Elle en en réalité restée pour saboter la machine destructrice de Kuvira. Celle-ci s'en rendra compte et décidera de supprimer Zhu Li en testant le rayon destructeur de la machine. Elle est secourue par Opal et Bolin et sera sauvée par Baatar Jr qui, malgré le fait qu'il soit allié avec Kuvira, n'a pas voulu que le rayon tue sa petite soeur. Elle participe ensuite à l'affrontement contre le Méca-Robot en pilotant l'un des deux robots-insecte.
- Hiroshi Sato

Hiroshi est un homme d'affaires très puissant. Son ascendance familiale s'étend jusqu'aux premières colonies de la Nation du feu. Il a grandi dans la pauvreté mais à force de détermination a développé et fabriqué la « Sato-mobile », la Cité de la République décrit cette invention comme équivalente au « Model-T » de Ford. Il est aussi le père d'Asami. Il est le fournisseur d'Amon de manière secrète car il veut se venger des maîtres qui ont assassiné son épouse.
- Suyin Beifong

Suyin Beifong est la fille de Toph et la demi-sœur de Lin. Elle maîtrise le métal et dirige une école où elle transmet ses compétences à ses élèves. La relation tumultueuse entre les deux soeurs est au coeur de la saison 3 mais celles-ci réussissent à se réconcilier. Lors de l'attaque du Lotus Rouge, Suyin combattront pour protéger Korra. Suyin affrontera et vaincra par la suite la redoutable P-Li avec Lin. Elle arrive ensuite à sauver Korra qui a été empoisonnée au mercure. Dans la saison 4, elle s'oppose à Kuvira et sa famille (excepté Opal) se retrouve enfermée. Elle est secourue par Lin, Opal, Bolin et Toph puis participe à la bataille contre le Méca-Robot en s'infiltrant dans la machine pour la détruire grâce à la maîtrise du Métal.
- Opal Beifong

Opal est un maître de l'Air, mais aussi la fille de Suyin Beifong et donc par la même occasion la petite-fille de Toph Bei Fong, étant ainsi membre du Clan du Métal de Zaofu. Elle a rejoint la Nation de l'Air peu après la Convergence Harmonique, après que de nouveaux maîtres de l'Air apparaissent de nouveau. Elle tombe amoureuse de Bolin, mais leur relation souffre de l'engagement de Bolin au service de Kuvira. Elle sauve Korra de Kuvira avec Jinora puis décide d'aller secourir sa famille emprisonnée par Kuvira avec l'aide de Bolin, Lin et Toph. Elle participe ensuite à l'affrontement face au Méca-Robot avec les nomades de l'air.
- Saikhan

Il est le capitaine des maîtres du métal qui travaille à la Cité de la République sous les ordres de Lin Beifong. Lorsque celle-ci est blessée, il la remplace en tant que commissaire. Il est à la solde du conseiller Tarrlok.
- Tarrlok

Conseiller au Gouvernement de la Cité de la République et représentant de la Tribu de l'Eau du Nord, il est chargé de la sécurité au sein de la ville. Il est le principal opposant politique de Tenzin. C'est également un maître de l'eau et on apprend plus tard qu'il est également un maître du sang et le frère de Amon (Noatak).
- Amon

De son vrai nom Noatak, c'est le leader des Égalitaristes, une organisation qui réprouve toute maîtrise des éléments. Il est inexplicablement capable de bloquer le chi de ses adversaires afin de les priver temporairement ou éternellement de leur maîtrise des éléments. Il réussit ce tour de force grâce à la maîtrise du sang, faculté étonnante et interdite, normalement utilisable que lors de la pleine lune. Il est révélé en fin de saison qu'Amon est le fils de Yakone et le frère du conseiller Tarrlok.
- Lieutenant

Il seconde Amon à la tête de l'organisation des Égalitaristes. C'est un combattant hors pair, capable d'augmenter ses compétences au combat grâce à deux gourdins chargés en électricité.
- Tonraq

Tonraq est le père de Korra et le frère aîné de Unalaq, à qui il est fermement opposé dès le départ.
- Senna

Senna est la mère de Korra et la femme de Tonraq.
- Unalaq

Unalaq est le frère cadet de Tonraq et le père de Desna et Eska. Il veut libérer Vattu afin de répandre de nouveau le chaos mais aussi pour fusionner avec lui dans le but de devenir l'Avatar sombre. Il sera finalement tué par sa nièce Korra mais aura tout de même réussi à réunir les humains et les esprits.
- Desna et Eska

Desna et Eska sont le fils et la fille d'Unalaq et les cousins jumeaux de Korra. Sombres et nonchalants, ils étaient prêts à tout pour aider leur père jusqu'à ce qu'il utilise l'énergie de la Convergence Harmonique afin de devenir l'Avatar sombre. Se rendant compte que leur père ne pourrait être sauvé, ils finirent par aider Korra et les autres à le vaincre.
- Iroh

C'est le petit-fils de Zuko, il a été prénommé ainsi en souvenir d'Iroh, l'oncle de son grand-père (personnage de la première série). Il est le plus jeune général de l'armée des Nation-Unies. C'est un maître du feu.
- Kuvira

Elle apparaît dans le dernier épisode du troisième livre comme membre des équipes de sauvetage. Au début du dernier livre, elle est capitaine du clan du Métal et elle a mis en place un plan de « réunification » du royaume de la Terre. Elle sécurise le royaume provinces par provinces, puis renverse le prince Wu, futur roi de la terre, durant son couronnement. Très autoritaire et charismatique, cette redoutable maître de la terre va transformer le Royaume de la Terre en un Empire de la Terre dont elle devient l'impératrice auto-proclamée. Elle va finir par prendre le contrôle entier du Royaume de la Terre et va attaquer la Cité de la République dont elle revendique le territoire (historiquement appartenant au Royaume de la Terre). Après sa défaite face à l'Avatar Korra, l'Empire de la Terre, à peine créé, va se transformer en une fédération où les provinces obtiennent une large autonomie.
- Zaheer

Zaheer est un nouveau maître de l'air qui veut éliminer le nouvel Avatar dans le troisième livre car il rêve de liberté et souhaite être débarassé du danger que représente l'Avatar. Il fait partie du Lotus Rouge. Une fois libéré, il libère tous ses compagnons : Ming-Hua (une redoutable maître de l'eau), (un puissant mâitre de la terre et du magma) et P-Li (une maître de la combustion dont il est amoureux. Ses trois compères finissent par périr en affrontant Mako, Bolin, Lin et Suyin qui sont venus secourir Korra.  Il empoisonnera Korra avec du mercure que Suyin Beifong arrivera à éliminer. Korra sera quand même grièvement blessée avant qu'elle n'en finisse avec Zaheer. Enfermé pour ses crimes, il est pourtant sollicité par Korra dans la saison 4. Il décide de l'aider à guérir de ses blessures mentales car Kuvira, avec ses intentions d'unification et de contrôle total, est un obstacle à ses idéaux de liberté.
- Pabu

Pabu est le furet de feu de Bolin. Il ressemble à un croisement entre un raton-laveur et un panda-roux. Il est la mascotte de l'équipe des pro-maîtres et est capable de nombreuses facéties et numéros de cirque appris par Bolin.
- Wu

Wu est le prince héritier du Royaume de la Terre à la suite de la mort de sa grand-tante. C'est un playboy insouciant. Malgré tout, il a bon fond. Mako assure sa sécurité. Durant l'affrontement face au Méca-Robot, ll aide Pema a gérer les réfugiés.

## Épisodes

### Livre un: L'Air
Résumé
Korra, la nouvelle Avatar, maîtrise parfaitement l'Eau, la Terre et le Feu et doit maintenant se consacrer à l'Air. Pour ce faire, Katara demande l'aide de Tenzin, le fils de Aang et Katara et un des derniers maîtres de l'air. Contre l'avis du Lotus Blanc mais avec la bénédiction de Katara, Korra quitte le Pôle Sud avec sa fidèle Naga et rejoint Tenzin et sa famille à Républic City. Tenzin y officie comme conseiller auprès au Gouvernement de la ville de Républic City en compagnie de Tarrlok, un membre de la Tribu de l'eau du Pôle Nord. Korra découvre une ville au fonctionnement compliqué et se retrouve face à Lin Beinfong, cheffe de la police et maître du Métal. Elle rejoint également une équipe participant au Tournoi des Maîtres, une compétition promettant richesse aux vainqueurs. Ses coéquipiers sont Mako, un maître du feu, et Bolin, un maître de la terre (et son furet Pabbu), qui sont tous deux des frères orphelins; Ils sont soutenus par Asami, la fille de l'inventeur Hiroshi Sato. Mais une menace rode dans la ville: Amon, un charismatique leader, mène un groupe anti-maîtrise qui se bat pour l'égalité des humains ne sachant pas maîtriser un élément. De plus, Amon a le terrifiant pouvoir de retirer la maîtrise d'une personne...
1. Bienvenue dans la Cité de la République (Welcome to Republic City) - 14 avril 2012
2. Comme une feuille au vent (A Leaf in the Wind) - 14 avril 2012
3. La révélation (The Revelation) - 21 avril 2012
4. Une voix dans la nuit (The Voice in the Night) - 28 avril 2012
5. L'esprit de compétition (The Spirit of Competition) - 5 mai 2012
6. Et le gagnant est... (And the Winner Is...) - 12 mai 2012
7. Contrecoup (The Aftermath) - 19 mai 2012
8. Quand les extrêmes se rencontrent (When Extremes Meet) - 2 juin 2012
9. Les leçons du passé (Out of the Past) - 9 juin 2012
10. Changement de cap (Turning the Tides) - 16 juin 2012
11. Des squelettes dans le placard (Skeletons in the Closet) - 23 juin 2012
12. Phase finale (Endgame) - 23 juin 2012

### Livre deux: Les Esprits
Résumé
Tentant de renouer avec la tribu de l'eau du Pôle Nord, Korra accepte l'invitation de son oncle Unalaq (le frère de Tonraq, son père) afin d'assister à un festival. Elle y rencontre ses cousins Eska et Desna. Le festival est troublé par l'attaque d'esprits, qu'Unalaq arrive à calmer en utilisant sa maîtrise de l'eau. Korra, dont la mission d'Avatar est d'être un pont entre le monde des Humains et celui des Esprits, lui demande alors de le former malgré la réticence de Tonraq et de Tenzin. Mais Unalaq révèle sa vraie nature en attaquant la tribu du Pôle Sud pour de vieilles querelles malgré les stratagèmes de Tonraq et de l'inventeur Varrick. Mako et Asami tentent d'aider leur amie tandis que Bolin devient acteur et tourne dans des publicités de propagande contre la guerre avec Varrick. De son côté, Tenzin doit gérer le retour de Kya et de Bumi, son frère et sa sœur, pendant que sa fille Jinora commence à fortement développer sa spiritualité.Elle devient un guide pour Korra dans le monde des Esprits, où elle y retrouve Iroh et apprend l'histoire du premier avatar, Wan, qui a fusionné avec Raava, l'esprit du Bien, et banni Vaatu, l'esprit du Mal qui peut corrompre les autres esprits. Vaatu peut cependant s'échapper de sa prison lors de la Convergence Harmonique, un évènement rare, pendant lequel l'Avatar et Raava doivent fusionner. Mais Korra, toujours affectée par les techniques d'Amon, n'est plus connectée avec les anciens Avatars et donc avec Raava. Vaatu, aidé par Unalaq, n'a jamais été aussi proche de retrouver sa liberté et de commencer une ère de Ténèbres.
1. Esprit rebelle (Rebel Spirit) - 13 septembre 2013
2. Les aurores australes (The Southern Lights) - 13 septembre 2013
3. Guerres civiles, 1ère partie (Civil Wars, Part 1) - 20 septembre 2013
4. Guerres civiles, 2ème partie (Civil Wars, Part 2) - 27 septembre 2013
5. Les gardiens de la paix (Peacekeepers) - 4 octobre 2013
6. Coup monté (The Sting) - 11 octobre 2013
7. Le Commencement, 1ère partie (Beginnings, Part 1) - 18 octobre 2013
8. Le Commencement, 2ème partie (Beginnings, Part 2) - 18 octobre 2013
9. Le guide (The Guide) - 1er novembre 2013
10. Le nouvel âge spirituel (A New Spiritual Age) - 8 novembre 2013
11. La nuit des étoiles (Night of a Thousand Stars) - 15 novembre 2013
12. La convergence harmonique (Harmonic Convergence) - 15 novembre 2013
13. Ainsi s'abattent les ténèbres (Darkness Falls) - 22 novembre 2013
14. Une lueur dans les ténèbres (Light in the Dark) - 22 novembre 2013

### Livre trois: Le Changement
Résumé
Depuis que Korra a décidé de laisser les esprits vivre dans le monde des Humains, ceux-ci ont envahi une partie de la ville et provoquent la colère de Raiko mais également de nombreux habitants de la Cité de la République. Mais la convergence harmonique a un nouvel effet : elle fait apparaître de nouveaux maîtres de l'air, parmi lesquels le jeune Kai, Opal, mais aussi Bumi, le frère de Tenzin. Aidé de ses enfants, de Kya et de Korra et ses amis, Tenzin tente de regrouper et de former ses nouveaux disciples en arpentant tous les royaumes. Cela amène Lin à retrouver sa demi-sœur Suyin (la mère d'Opal) avec laquelle elle entretient des rapports très houleux depuis leur adolescence. Mako et Bolin renouent également avec de la famille éloignée à Ba-Sing-Se. Zaheer, un ancien terroriste, acquiert également ce nouveau don et libère ses trois acolytes P-Li, Ming-Hua et Ghazan malgré l'intervention de Zuko, Eska et Desna. Ce groupe, appelé le Lotus Rouge, est une dangereuse organisation luttant pour la liberté en ayant comme seul but de tuer l'Avatar.
1. Une bouffée d'air pur (A Breath of Fresh Air) - 27 juin 2014
2. Renaissance (Rebirth) - 27 juin 2014
3. La reine de la terre (The Earth Queen) - 27 juin 2014
4. En proie au danger (In Harm's Way) - 11 juillet 2014
5. Le clan du métal (The Metal Clan) - 11 juillet 2014
6. De vieilles blessures (Old Wounds) - 18 juillet 2014
7. Les premiers maîtres de l'air (Original Airbenders) - 18 juillet 2014
8. Terreur dans la ville (The Terror Within) - 25 juillet 2014
9. La planque (The Stakeout) - 1er août 2014
10. Longue vie à la reine (Long Live the Queen) - 8 août 2014
11. L'ultimatum (The Ultimatum) - 15 août 2014
12. Embrasse le néant (Enter the Void) - 22 août 2014
13. Le venin du Lotus Rouge (Venom of the Red Lotus) - 22 août 2014

### Livre quatre: L'Équilibre
Résumé
Après les évènements du livre précédent, Korra a renoncé à sa fonction d'avatar et erre, poursuivie par des démons intérieurs, jusqu'à ce qu'elle rencontre la seule personne qui puisse l'aider: Toph. Mako, de son côté, est le garde du corps du prince Wu destiné à devenir le nouveau roi du Royaume de la Terre après le meurtre de la précédente reine par Zaheer. Mais Kuvira, surnommée la Grande Unificatrice après avoir réussi à réunifier de nombreuses régions du royaume, s'oppose à ce couronnement et souhaite désormais proclamer l’irrédentisme du Royaume de la Terre. Elle est soutenue dans son projet par l'inventeur Varrick et son assistante Zhu Li, mais aussi par Bolin et Baatar Jr. A l'inverse, Suyin et sa famille s'opposent à la montée en puissance de ce royaume belliqueux. Pour éviter que la guerre fasse rage, Tenzin charge Jinora, Ikki et Meeloo de retrouver Korra. Mais la guerre finit par frapper aux portes de la cité de la République, et Raiko et Lin peinent à convaincre les autres royaumes de les aider. Pour arriver à vaincre Kuvira, Asami fait libérer son père Hiroshi de prison et Korra trouve un allié inattendu en la personne de son ancien ennemi Zaheer.
1. Après toutes ces années (After All These Years) - 3 octobre 2014
2. Korra, seule (Korra Alone) - 10 octobre 2014
3. Le couronnement (The Coronation) - 17 octobre 2014
4. Vocation (The Calling) - 24 octobre 2014
5. L'ennemi aux portes de la ville (Enemy at the Gates!) - 31 octobre 2014
6. La Bataille de Zaofu (The Battle of Zaofu) - 7 novembre 2014
7. Retrouvailles (Reunion) - 14 novembre 2014
8. Souvenirs (Remembrances) - 21 novembre 2014
9. Par delà l'indomptable (Beyond the Wilds) - 28 novembre 2014
10. Opération Beifong (Operation Beifong) - 5 décembre 2014
11. La tactique de Kuvira (Kuvira's Gambit) - 12 décembre 2014
12. Le jour du colosse (Day of the Colossus) - 19 décembre 2014
13. Le dernier combat (The Last Stand) - 19 décembre 2014

## Production

### Annonce
En juillet 2010, Nickelodeon annonce une série dérivée de la série Avatar, le dernier maitre de l'air (2005-2008), avec de nouveau Michael Dante DiMartino et Bryan Konietzko derrière le projet.

### Inspirations
Si Avatar, le dernier maitre de l'air dépeint principalement un milieu rural, La Légende de Korra s'aventure d'avantage vers le milieu urbain, puisant dans l'univers steampunk et montrant toutes sortes de technologies,. Dans une entrevue donnée en 2010, les créateurs disent s'être inspirés de différentes villes, comme celle de Shanghai des années 1920, celle d'Hong Kong dans les années 1930, celle de Manhattan ou encore celle de Vancouver « une ville qui saille sur une péninsule ou une île et a des grandes montagnes autour d'elle ».
Les nomades de l'air sont inspirés de la culture du Tibet et du Bouddhisme. Gyatso, le maître de l'air d'Aang, et Tenzin, le maître de l'air de Korra et fils de Katara et d'Aang, portent à eux deux le nom de l'actuel dalaï-lama, Tenzin Gyatso.
Les créateurs de la série ont indiqué s'être inspirés de Keita Gotō, un homme d'affaires japonais influent de la première moitié du XXe siècle, ainsi que de Theodore Roosevelt, le 26e président des États-Unis, pour le riche industriel Hiroshi Sato.
Les armures des maîtres du métal faisant office d'antagonistes principaux dans la dernière saison sont inspirés des Stormtroopers impériaux de la saga Star Wars.

## Produits dérivés
(juillet 2021).
Si vous disposez d'ouvrages ou d'articles de référence ou si vous connaissez des sites web de qualité traitant du thème abordé ici, merci de compléter l'article en donnant les références utiles à sa vérifiabilité et en les liant à la section « Notes et références ».

### DVD
| Coffret                 | Nombre d'épisodes | Sortie DVD          | Sortie DVD      | Nombre de disques | Éditeur                      |
| Coffret                 | Nombre d'épisodes | Zone 1 (USA/Canada) | Zone 2 (France) | Nombre de disques | Éditeur                      |
| ----------------------- | ----------------- | ------------------- | --------------- | ----------------- | ---------------------------- |
| Livre 1 : L'Air         | 12                | 9 juillet 2013      | 2 octobre 2013  | 2                 | Paramount Home Entertainment |
| Livre 2 : Les Esprits   | 14                | 1er juillet 2014    | /               | 2                 | Paramount Home Entertainment |
| Livre 3 : Le Changement | 13                | 2 décembre 2014     | /               | 2                 | Paramount Home Entertainment |
| Livre 4 : L'Équilibre   | 13                | 10 mars 2015        | /               | 2                 | Paramount Home Entertainment |
| Intégrale               | 52                | 13 décembre 2016    | /               | 8                 | Paramount Home Entertainment |

### Blu-ray
| Coffret                 | Nombre d'épisodes | Sortie Blu-ray   | Sortie Blu-ray | Nombre de disques | Éditeur                      |
| Coffret                 | Nombre d'épisodes | USA/Canada       | France         | Nombre de disques | Éditeur                      |
| ----------------------- | ----------------- | ---------------- | -------------- | ----------------- | ---------------------------- |
| Livre 1 : L'Air         | 12                | 9 juillet 2013   | /              | 2                 | Paramount Home Entertainment |
| Livre 2 : Les Esprits   | 14                | 1er juillet 2014 | /              | 2                 | Paramount Home Entertainment |
| Livre 3 : Le Changement | 13                | 2 décembre 2014  | /              | 2                 | Paramount Home Entertainment |
| Livre 4 : L'Équilibre   | 13                | 10 mars 2015     | /              | 2                 | Paramount Home Entertainment |
| Intégrale               | 52                | 13 décembre 2016 | /              | 8                 | Paramount Home Entertainment |

Note : le Livre 1 : L'air en édition USA/Canada contient une piste française, aussi bien pour la version DVD que pour la version Blu-Ray, mais aucun sous-titres français. Les versions Blu-Ray USA/Canada sont "region free" (A/B/C). Il est donc possible de lire ces Blu-Ray sur n'importe quel lecteur Blu-Ray européen, contrairement aux versions DVD, qui sont elles en Zone 1. Les DVD en Zone 2 provenant du Royaume-Uni contiennent également une piste française, mais aucun sous-titres. Aucune version Blu-Ray n'est prévue à ce jour en France ni dans le reste de l'Europe.

### Bande originale
La bande originale du Livre 1 : L'air, appelée The Legend of Korra: Original Music From Book One, est disponible aux États-Unis en CD Audio et en téléchargement légal depuis le 16 juillet 2013. Elle est composée de 26 titres.
Note : aucune bande originale des livres suivants n'est prévue à ce jour.

### Artbooks
Plusieurs artbooks édités par Dark Horse Comics sont sortis aux États-Unis. N'ayant pas été publiés en Europe, ces livres n'existent qu'en anglais. À la manière de l'artbook de la série Avatar, le dernier maître de l'air, chaque artbook contient de nombreux croquis, illustrations et artworks inédits, ainsi que diverses informations sur le développement de la série (personnages, scénario, lieux, etc.). Un artbook est sorti pour chaque Livre/Saison de la série. 
1. The Legend of Korra: The Art of the Animated Series - Book One : Air, 23 juillet 2013, 144 pages
2. The Legend of Korra: The Art of the Animated Series - Book Two : Spirits, 16 septembre 2014, 184 pages
3. The Legend of Korra: The Art of the Animated Series - Book Three : Change, 20 janvier 2015, 184 pages
4. The Legend of Korra: The Art of the Animated Series - Book Four : Balance, 15 septembre 2015, 184 pages

### Comics
La série continue dans des comics édités par Dark Horse Comics. Une première série de comics a été annoncée lors de la San Diego Comic-Con 2015 et comme pour les comics d'Avatar, le dernier maître de l'air, il s'agira d'un arc de trois volumes. D'autres arcs devraient également voir le jour par la suite. Le premier arc, intitulé Turf Wars et dessiné par Irene Koh, reprendra là où la série s'était arrêtée et portera principalement sur la relation amoureuse entre les héroïnes Korra et Asami (relation appelée Korrasami par les fans). Michael Dante DiMartino, le co-créateur de la série, se chargera du scénario - scénario qui sera vérifié et validé par Bryan Konietzko, l'autre co-créateur de la série. Le premier volume de l'arc Turf Wars est sorti le 8 août 2017 aux États-Unis. Le second tome a été publié le 17 janvier 2018 et le troisième et dernier tome le 22 août 2018.
Un deuxième arc, Ruins of the Empire, a été publié en trois tomes en mai 2019, novembre 2019 et février 2020. Est venu ensuite Patterns in Time en novembre 2022.
Le premier arc en version française, intitulé Guerres de territoires, a été publié aux éditions Hachette Comics en mars 2023.

### Romans
Deux romans édités par Random House Books for Young Readers sont sortis aux États-Unis en 2013. Le premier, Revolution, retrace l'histoire des épisodes 1 à 6 du Livre 1 et est sorti le 8 janvier 2013. Le second roman, Endgame, retrace les épisodes 7 à 12 du Livre 1 et est sorti le 9 juillet 2013.
Note : ces deux livres n'existent pas en français.

### Film
En août 2012, le magazine américain Variety rédige dans un article que Paramount Animation, une société sœur de Nickelodeon, aurait commencé le développement de plusieurs films d'animation, avec des budgets de l'ordre de 100 millions de dollars. Selon Variety, l'un de ces films serait The Legend of Korra. Cependant, le co-créateur de la série, Bryan Konietzko, écrit plus tard sur son blog qu'aucun film n'est actuellement en développement.

### Jeux vidéo
La série a été déclinée en jeux vidéo à la fin de l'année 2014 sur plusieurs supports.
PlatinumGames a développé un jeu d'action basé sur le gameplay de Bayonetta et disponible en téléchargement légal depuis le 21 octobre 2014 sur PS3, PS4, et PC, et le 22 octobre 2014 sur Xbox 360 et Xbox One.
Un jeu de type jeu de rôle/stratégie a quant à lui été développé sur Nintendo 3DS par le studio Webfoot Technologies. Le jeu est édité par Activision sur toutes les plateformes.
Concernant le scénario du jeu, celui-ci a été écrit par l'un des scénaristes de la série et se situe entre les Livres 2 et 3. Certaines cinématiques ont été réalisées en dessin animé (tout comme la série) avec l'aide des animateurs de la série.
La version consoles de salon/PC donne la possibilité de combattre mais aussi de faire des tournois de Pro-Bending (un sport populaire dans la série). La version 3DS, quant à elle, suit le même scénario que la version consoles de salon/PC, mais avec un gameplay complètement différent, basé sur des combats 2D au tour par tour.
Les fans de la série ont eu la possibilité de voter pour leur jaquette préférée sur Facebook parmi trois illustrations réalisées par les créateurs de la série. Celle ayant obtenue le plus de votes est devenue la jaquette officielle.
Note : ces jeux vidéo ne sont pas sortis en français, mais uniquement en anglais.

### Jeu de rôle
Une adaptation en jeu de rôle sur table d′Avatar, le dernier maître de l'air et de La Légende de Korra, sous le titre Avatar Legends en VO, est réalisée par Magpie Games après une campagne de financement participatif conduite entre le 3 août et le 3 septembre 2021 sur la plateforme Kickstarter. La somme récoltée lors de cette souscription dépasse de loin les précédents records des projets de jeux de rôle établis sur cette plate-forme avec un montant de 9 535 317 $ pour une demande initiale de 50 000 $ ; le jeu paraît en février 2022. C'est Arkhane Asylum Publishing qui est chargé en 2023 de sa publication en français,,. Le jeu est lauréat du « prix du jeu de rôle » décerné en 2024 lors de la convention OctoGônes, qui se tient chaque année à Villeurbanne,.

### Autres produits dérivés
Des statuettes, figurines, peluches, et autres produits dérivés à l'effigie des personnages de la série existent. Trois marques en produisent à ce jour : Dark Horse, Zwyer Industries et Good Smile Company.
Dark Horse a sorti une statuette de 28 cm de la statue commémorative d'Aang (qu'on peut voir à la Cité de la République). Celle-ci est disponible depuis le 22 avril 2015 au prix de 149,99 $. Une statuette de Korra a également été annoncée lors de la San Diego Comic-Con 2015, et cette dernière est disponible depuis mars 2016 au prix de 79,99 $. Une peluche à l'effigie de Naga est également disponible chez Dark Horse depuis avril 2016.
Le 11 octobre 2016, Dark Horse a sorti une collection de 20 posters détachables sobrement intitulée The Legend of Korra - The Poster Collection. Chaque affiche est imprimée sur un papier cartonné de qualité au format 30 x 40 cm.
Zwyer Industries, eux, ont sorti une statuette de 28 cm de Lin Beifong. Celle-ci est disponible depuis août 2015 et est vendue au prix de 99,99 $. Elle a été disponible en avance dans une édition spéciale limitée, avec une peinture brillante (au lieu de mat) sur les parties métalliques de l'armure du personnage. Cette édition n'était disponible à la vente qu'à la San Diego Comic-Con 2015. En 2016, Zwyer Industries a sorti plusieurs figurines et statuettes, à savoir une statuette de 28 cm de Korra, disponible depuis juin 2016 pour 108,99 $, ainsi que deux figurines Chibi depuis juillet 2016 au prix de 19,99 $ chacune. La première est à l'effigie d’Aang et Momo (issue de la série Avatar, le dernier maître de l'air, précédant l'histoire de Korra) et la seconde à l'effigie de Korra. Zwyer Industries devrait sortir des statuettes de d'autres personnages emblématiques tels que Mako, Asami, Bolin ou encore Tenzin, mais également des personnages de la série Avatar, le dernier maître de l'air.
Good Smile Company ont sorti début 2017 une figurine Nendoroid à l'effigie de Korra pour le prix de 4 800 ¥ (environ 42 €). Les précommandes se sont terminées le 15 octobre 2016.